# Escultura do Classicismo grego

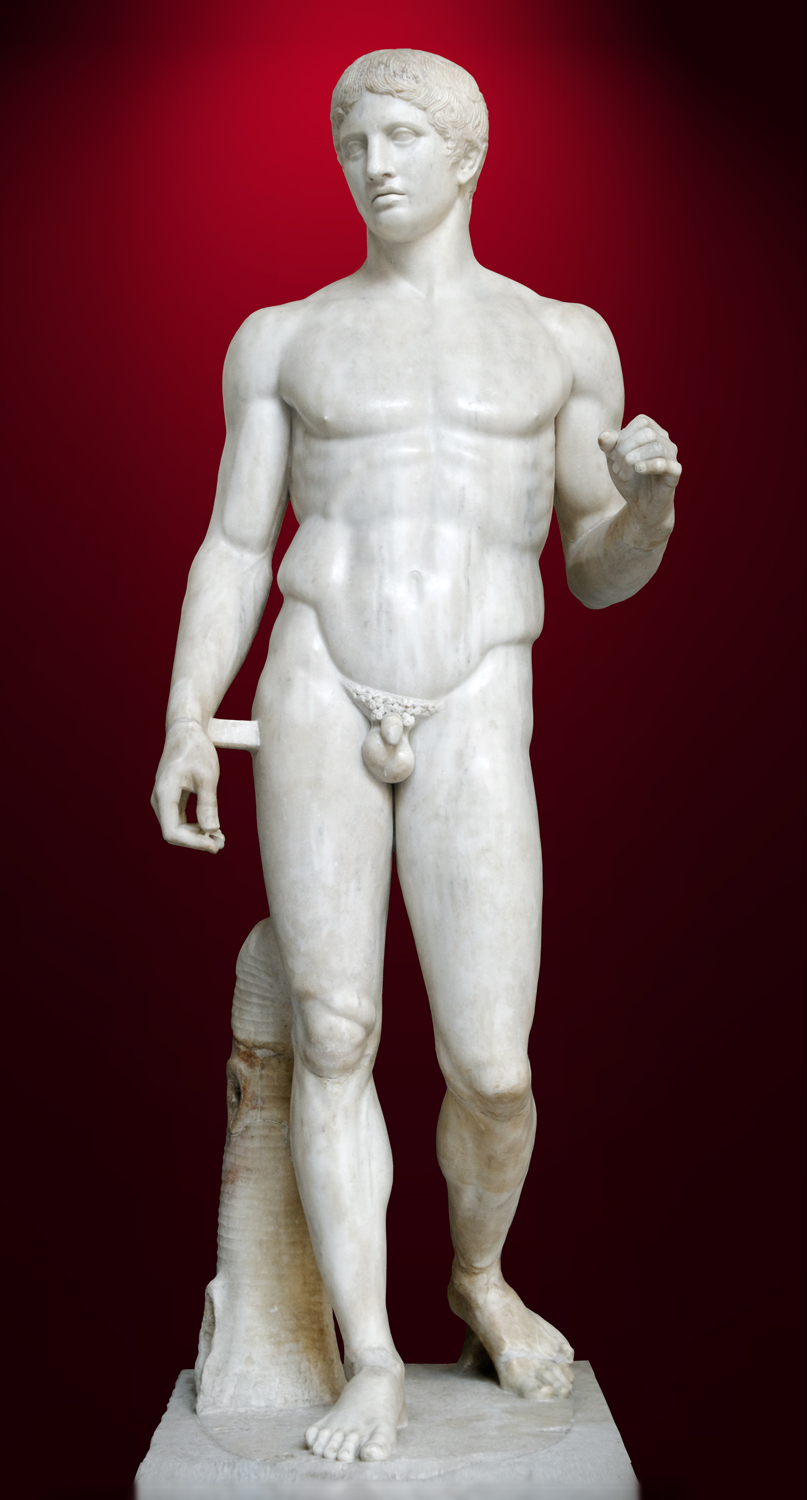
O Doríforo, de Policleto, paradigma do cânone clássico masculino. Cópia no Museu Arqueológico Nacional de Nápoles

A escultura do Classicismo grego tem sido longamente considerada como o ponto mais alto do desenvolvimento da arte escultórica na Grécia Antiga, tornando-se quase um sinônimo para "escultura grega" e eclipsando outros estilos que por lá foram cultivados em sua longa história. O Cânone, um tratado sobre as proporções do corpo humano escrito por Policleto em torno de 450 a.C., é tido geralmente como seu marco inicial, e seu fim é assinalado com a conquista da Grécia pelos macedônios, em 338 a.C., quando a arte grega começa uma grande difusão para o oriente, de onde recebe influências, muda seu caráter e se torna cosmopolita, na fase conhecida como Helenismo. Nesse intervalo é quando se consolida a tradição do Classicismo grego, tendo o homem como a nova medida do universo, e o reflexo disso na escultura é a primazia absoluta da representação do corpo humano nu. A escultura do Classicismo elaborou uma estética que conjugava valores idealistas com uma fidedigna representação da natureza, evitando, embora, a caracterização excessivamente realista e o retrato de extremos emocionais, mantendo-se geralmente numa atmosfera formal de equilíbrio e harmonia. Mesmo quando o personagem se encontra imerso em cenas de batalha, sua expressão parece pouco tocada pela violência dos acontecimentos.
O Classicismo elevou o homem a um nível de dignidade sem precedentes, ao mesmo tempo em que lhe atribuiu a responsabilidade de criar seu próprio destino e ofereceu um modelo de vida harmonioso, num espírito de educação integral para uma cidadania exemplar. Esses valores, junto com sua tradicional associação de Beleza com Virtude, encontraram na escultura do período Clássico, com seu retrato idealizado do ser humano, um veículo particularmente apto para expressão, e um eficiente instrumento de educação cívica e ética, bem como estética. Com ela se inaugurou uma forma de representação do corpo humano que foi um dos fulcros para o nascimento de um ramo filosófico novo, a Estética, além de ter sido o fundamento estilístico de movimentos revivalistas posteriores de enorme importância, como o Renascimento e o Neoclassicismo, e permanecer influente até os dias de hoje. Assim, seu impacto sobre a cultura ocidental não pode ser suficientemente enfatizado, sendo uma referência central para o estudo da história da arte do ocidente. Mas, além de seu valor histórico, sua qualidade artística intrínseca poucas vezes foi questionada, a vasta maioria dos críticos antigos e modernos a enaltece com veemência, e os museus que a preservam são visitados por milhões de pessoas todos os anos. A escultura do Classicismo grego, embora sendo por vezes alvo de algumas críticas que relacionam suas bases ideológicas a preconceitos raciais, dogmatismos estéticos e outros exclusivismos, ainda pode ter um papel positivo e renovador a desempenhar para a arte e a sociedade contemporâneas.

## Definição de "clássico"

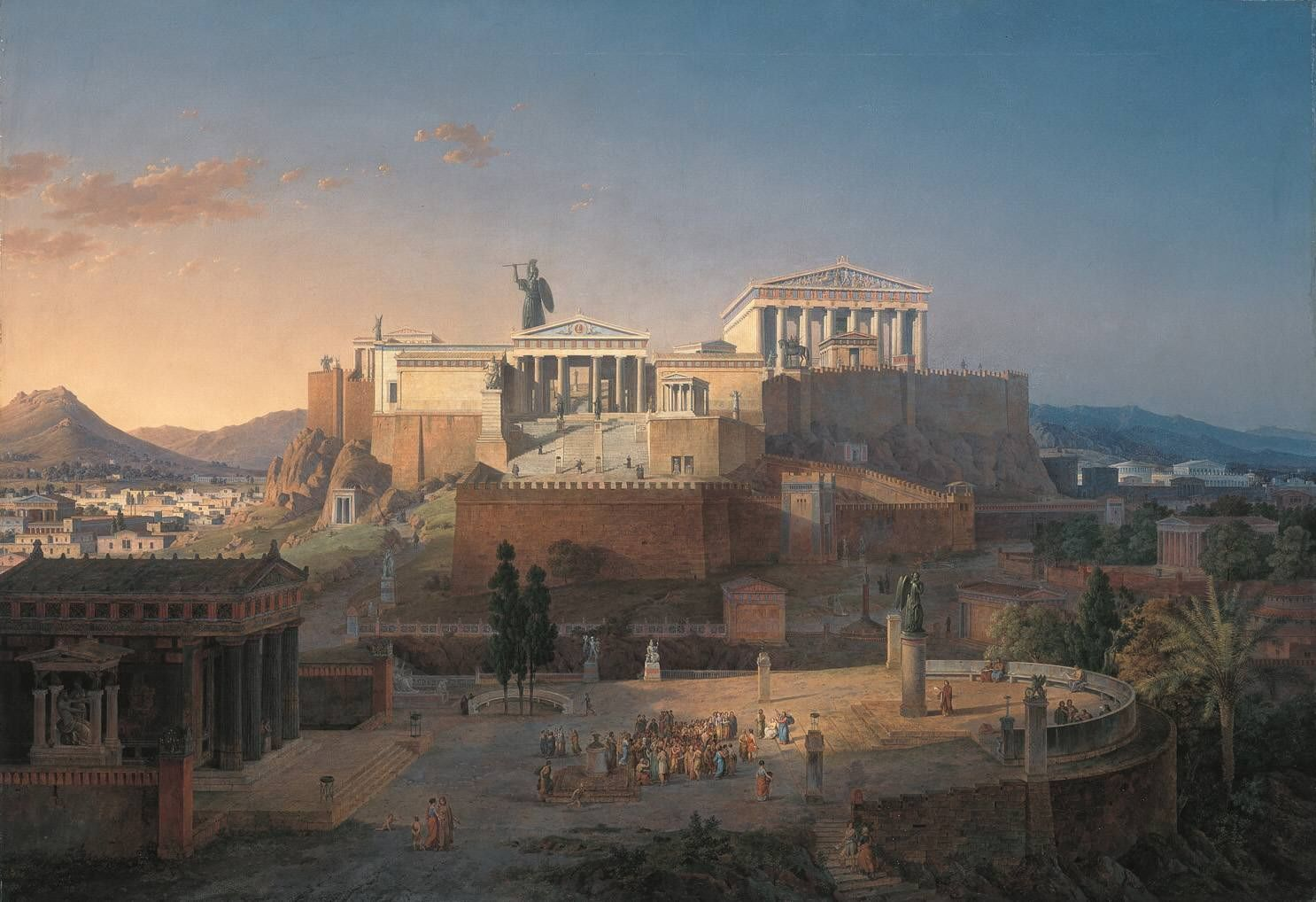
Leo von Klenze: Reconstrução ideal da Acrópole de Atenas, 1846

A palavra clássico tem uso largo, e ainda não há consenso na literatura especializada sobre sua definição exata. As civilizações grega e romana foram em sua totalidade chamadas de clássicas, por terem estabelecido padrões culturais que se tornaram canônicos e que continuam válidos até os dias de hoje. Nesse sentido, clássico é tudo o que estabelece um gabarito pelo qual se julgarão expressões pertencentes a uma mesma categoria. O termo ainda é usado com um significado mais estrito, para referir um breve período dentro da longa história da cultura grega antiga - de meados do século V até quase o fim do IV a.C. - quando se desenvolveu um estilo e se criou um corpo de obras que durante muitos séculos seriam considerados a mais alta conquista na arte da escultura em todos os tempos, e por isso mesmo merecendo o qualificativo de clássico. Entretanto, como ocorre em todos os processos de evolução artística, quaisquer datas que se definam rigorosamente via de regra se revelam inexatas e passíveis de contestação, sempre havendo elementos de transição antes e depois do período enfocado, tornando as fronteiras sempre difusas e de difícil caracterização, tornando-se necessário para fins práticos adotar as delimitações consagradas pela tradição.

## Contexto e antecedentes
O Classicismo na escultura grega deriva principalmente da evolução cultural ateniense no século V a.C. Em Atenas a principal figura artística era Fídias, mas o Classicismo deve a Policleto, ativo em Argos, uma contribuição estética hoje reconhecida como igualmente importante. No entanto, naqueles tempos Atenas era uma cidade muitíssimo mais influente, daí seu maior papel como pólo difusor da nova tendência. Em torno da metade do século V a.C. a Grécia experimentava um momento de autoconfiança. Depois da vitória contra os persas, Atenas assumira a liderança das cidades gregas, chefiando a Liga de Delos e sendo a depositária de seu tesouro. Péricles dominou a política local entre 460 e 429 a.C., tendo como objetivo transformar sua cidade num modelo para todo o mundo grego. Incentivou o imperialismo, reduzindo seus antigos aliados a uma condição de tributários, mas protegeu artistas e filósofos, que deram forma e voz aos seus ideais. Seu papel na história da escultura grega deriva da decisão de reconstruir a cidade quebrando um voto feito pelos atenienses de deixar em ruínas os monumentos que haviam sido destruídos pelos persas, como uma lembrança perene da barbárie. Usando em parte recursos próprios e em parte os excedentes do tesouro da Liga, Péricles empregou uma multidão de operários e artífices, o que ao mesmo tempo dinamizou a economia e deixou um testemunho monumental do novo status político e cultural da cidade. O legado principal da vasta empreitada foi a renovação da Acrópole de Atenas, tendo Fídias como diretor artístico das obras. Plutarco descreveu mais tarde o entusiasmo que fervia:

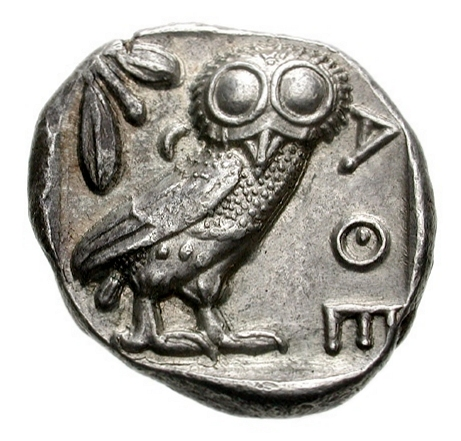
Tetradracma ateniense, período clássico

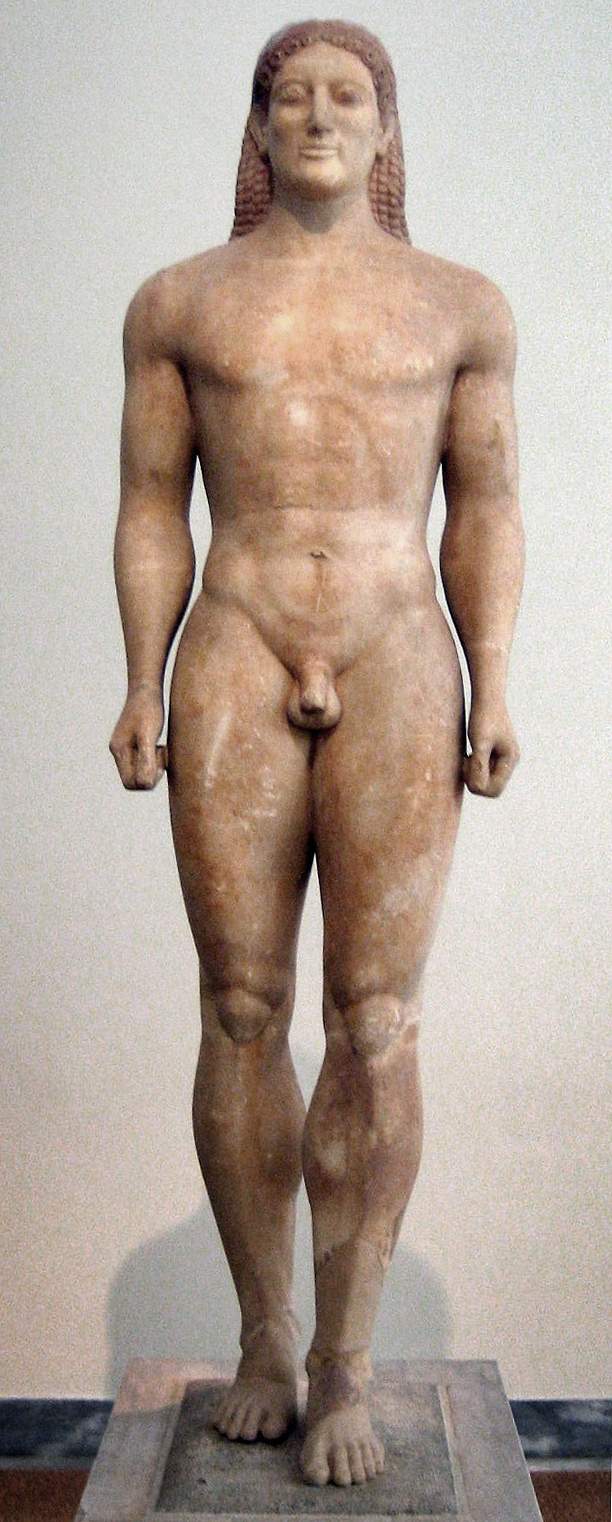
Kouros de Anavissos, original. Museu Arqueológico Nacional de Atenas. Exemplo do estilo Arcaico

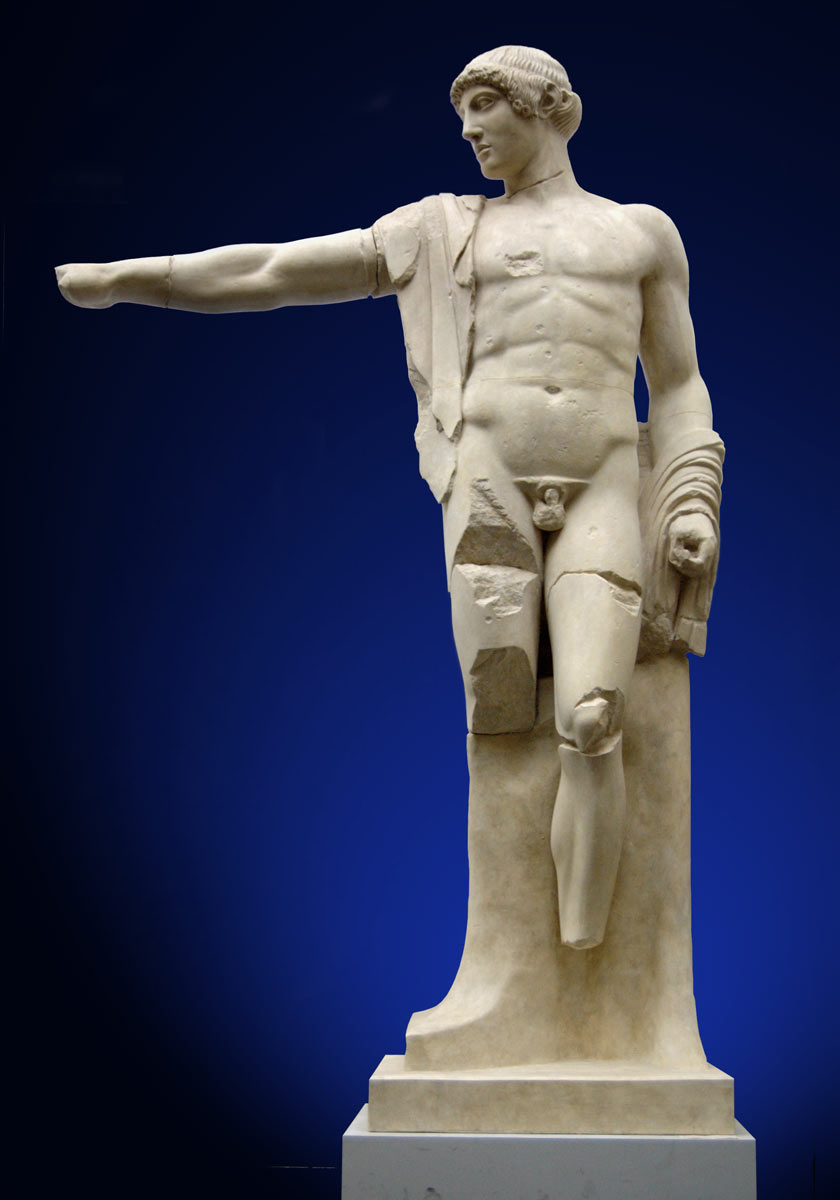
Mestre de Olímpia: Apolo, original. Museu Arqueológico de Olímpia. Exemplo do estilo Severo

"À medida que as obras prosseguiam, resplandecendo em grandeza e possuindo inimitável graça de formas, e como os artesãos se esforçavam por superar uns aos outros na beleza de seus trabalhos, era maravilhosa a rapidez com que eram executadas as novas estruturas… Havia um aspecto de novidade em cada trabalho, e eles pareciam atemporais. É como se uma vida em contínua floração e um espírito de eterna juventude tivessem sido infusos em sua criação".
A filosofia mudava seu foco de atenção do mundo natural para a sociedade humana, acreditando que o homem podia ser o autor de seu próprio destino. Mais do que isso, o homem passava a ser considerado o centro da Criação. Sófocles expressa esse novo pensamento na Antígona (c. 442 a.C.), dizendo:
"Existem muitas maravilhas, mas nenhuma tão admirável quanto o homem.
Através do mar encapelado nas tempestades de inverno
esta criatura abre seu caminho
por entre as ondas gigantescas.
E a terra, a mais antiga das deusas,
a que é imortal e imune à velhice, ele trabalha
lavrando para frente e para trás, ano após ano,
virando o solo com os cavalos que alimentou. (…)
"Com suas invenções ele domina as bestas ferozes das montanhas,
o cavalo bravio ele amordaça, e põe-lhe o cabresto,
assim como faz com o touro infatigável da montanha.
Ensinou a si mesmo a linguagem, rápida como o vento,
e aprendeu por si a viver em sociedade,
e a escapar do ímpeto das tempestades
e do frio penetrante dos dias brancos.
Ele pode enfrentar tudo, nunca está despreparado,
seja o que for que o futuro trouxer. Apenas da morte não sabe fugir,
pois até para as doenças mais graves descobriu uma cura".
Assim o Classicismo nasce de um sentimento de confiança nas capacidades e realizações de um determinado povo, de um desejo de glória e eternidade para si, e este orgulho, bem como uma xenofobia, são patentes no discurso político e na literatura da época, mas os poetas e filósofos já estavam cientes das implicações para todo o gênero humano desse novo modo de ver as coisas. O homem se torna a nova medida do mundo, que passava a ser julgado a partir da experiência humana. Isso está presente, por exemplo, na irregularidade matemática das dimensões do Partenon, que se desviam da ortogonalidade rigorosa para conseguir efeitos de regularidade puramente óptica, e também se expressa no rápido e crescente naturalismo da representação escultórica das formas humanas.
No que diz respeito propriamente à elaboração da forma clássica típica, seu naturalismo deve muito a conquistas de escultores do período que antecede o Clássico. Os cinquenta anos anteriores haviam sido um período de rápidas e radicais mudanças sociais e estéticas, que determinaram o abandono do padrão Arcaico para um outro a que se denominou Severo. O estilo Arcaico fazia uso de uma série de convenções herdadas dos egípcios, e seu gênero mais importante, o nu masculino, o kouros, era uma fórmula fixa, uma imagem de linhas estilizadas que só retinha do corpo humano real os traços mais básicos, exibia uma face invariavelmente sorridente e sempre a mesma atitude corporal. Era uma arte essencialmente ritual, cerimonial, convencional e impessoal, embora conseguissem resultados de um aspecto augusto e inegável pujança. Esse modelo vigorou com pouca variação por mais de duzentos anos, mas os artistas do período Severo introduziram-lhe um novo senso de naturalismo abrindo o caminho para o estudo da anatomia a partir do natural e para a expressão das emoções de maneira mais convincente e variada. Em torno de 455 a.C. Míron, escultor da transição, criava seu Discóbolo, uma obra que já evidencia um grau de naturalismo ainda mais avançado, e logo a seguir Policleto consolidava, em torno de 450 a.C., um novo cânone de proporções, síntese que expressava de maneira muito convincente a beleza, harmonia e vitalidade do corpo e lhe dava um aspecto de eternidade e perene juventude. Quase na mesma altura, a partir de 446 a.C. Fídias, liderando o grupo de escultores que decoravam a Acrópole, deixaria nos relevos e estatuária do Partenon a primeira série de obras classicistas em escala monumental, estabelecendo modelos temáticos e narrativos que perdurariam por longo tempo. Com eles se lançaram os fundamentos na escultura daquilo que se convencionou chamar de Alto Classicismo (c. 450−420 a.C.).

## Alto Classicismo

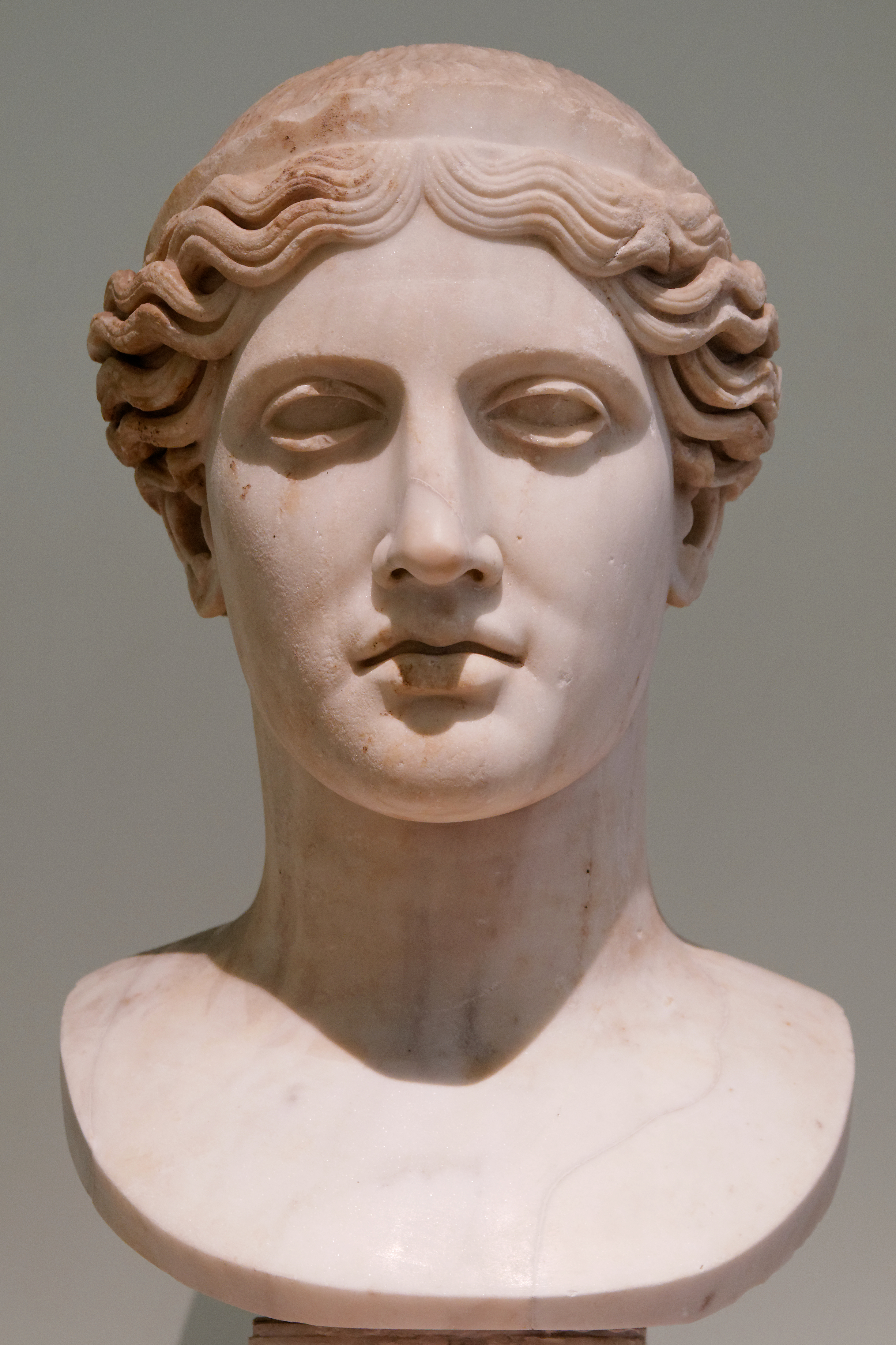
Busto de Ártemis, com o típico vulto clássico de traços idealizados e expressão impassível. Cópia romana, Museu Arqueológico Nacional de Nápoles

Desde o período Severo o esforço dos artistas se dirigia para a obtenção de uma crescente verossimilhança das formas escultóricas em relação ao modelo vivo, mas também procurando transcender a mera parecença a fim de expressar suas virtudes internas. Para os gregos antigos a beleza física era identificada com a perfeição moral, num conceito conhecido como kalokagathia. Para eles a educação e cultivo do corpo eram tão importantes como o aperfeiçoamento do caráter, sendo ambos essenciais para a formação de uma pessoa feliz e um cidadão integrado e útil à sociedade. Neste panorama filosófico, que encontrava expressão num modelo educativo altamente organizado conhecido como paideia, a arte tinha um espaço privilegiado como criadora de símbolos de potencial educativo, sendo entendida como uma atividade de utilidade pública. Tendo o homem se tornado o centro das atenções filosóficas, nada mais consequente que apareça em todas as oportunidades na arte daquele período. Como a arte idealmente devia antes educar do que meramente agradar, o homem que representava devia parecer bom, virtuoso e belo, para que tantas qualidades, consagradas visivelmente em inúmeras estátuas espalhadas por toda a parte, impregnassem a consciência coletiva e determinassem a adoção de um modo de vida saudável, harmônico e positivo, assegurando finalmente a felicidade de todos. A fusão de naturalismo com idealismo típico da escultura do Classicismo, uma fusão tão bem-sucedida e influente que veio a ser chamada de "clássica" no sentido de ser um modelo perfeito, foi, em suma, um canal adequado para manifestação plástica da ideologia dominante.
Uma contribuição importante para cristalizar a associação entre arte e ética fora dada no período Arcaico por Pitágoras, a partir de suas pesquisas no terreno da matemática aplicada à música e à psicologia. Considerando que os vários modos musicais impressionavam a alma de maneiras distintas e eram capazes de induzir estados psicológicos e comportamentos definidos, para ele se a música não imitasse a harmonia matematicamente expressa do cosmos, poderia provocar distúrbios na alma das pessoas e assim na sociedade como um todo. Essa associação logo foi expandida para as outras artes, atribuindo-lhes poderes semelhantes de transformação individual e, por consequência, coletiva. Seu pensamento teria profunda influência no de Platão, que levaria a discussão estética ainda mais longe, explorando detidamente suas repercussões morais e sociais.

### Policleto e Fídias

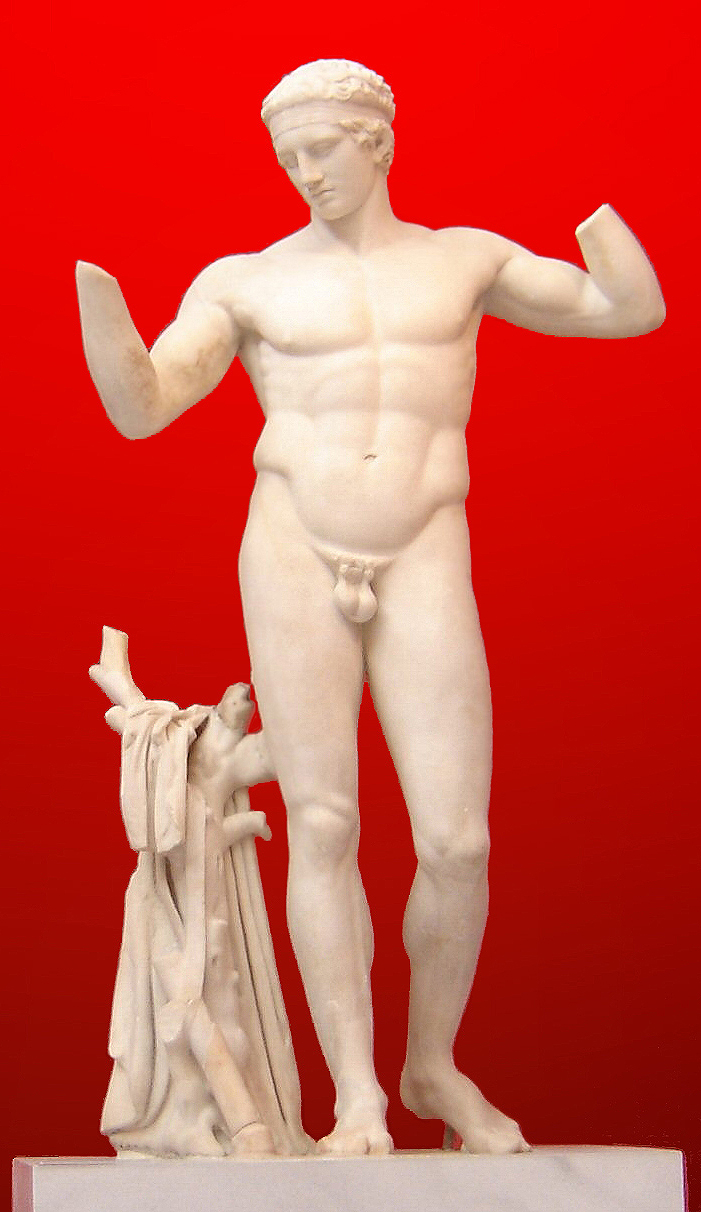
Policleto: Diadúmeno, cópia romana. Museu Arqueológico Nacional de Atenas

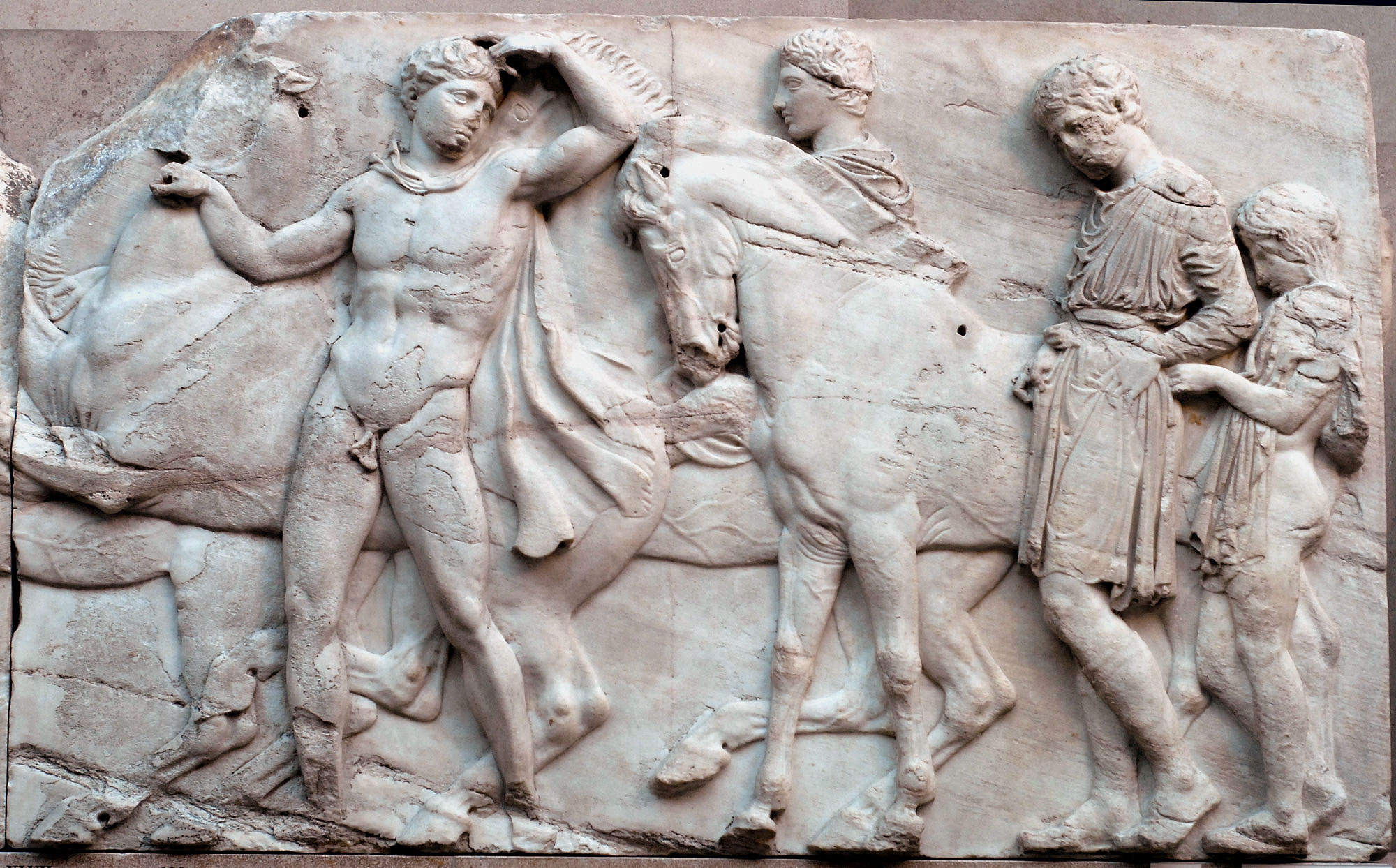
Oficina de Fídias: Fragmento do friso norte do Partenon, original, hoje no Museu Britânico

Policleto foi, até onde se sabe, o primeiro a sistematizar esses valores e conceitos aplicados à escultura num trabalho teórico, o Cânone. Nele o autor apresentava um modelo de representação a uma só vez idealmente belo e "real", ideal porque evitava a caracterização individual sintetizando em vez todos os homens em um só, e real porque muito semelhante à forma humana verdadeira, permitindo uma identificação imediata e pessoal do público. A obra se perdeu, mas comentários posteriores sobre ela nos dão uma ideia vaga de seu conteúdo. Galeno dizia que segundo o Cânone a beleza...
"não reside na simetria dos elementos do corpo, mas na adequada proporção entre as partes, como por exemplo de um dedo para outro dedo, dos dedos em conjunto para as mãos e o pulso, destes para o antebraço, dali para o braço, e de tudo para com tudo, assim como está escrito no Cânone de Policleto. Tendo nos ensinado neste tratado todas as simetrias do corpo, Policleto ratificou o texto com uma obra, tendo feito uma estátua de um homem de acordo com os postulados de seu tratado, e chamando a estátua, assim como o tratado, de Cânone. Desde então todos os filósofos e doutores aceitam que a beleza reside na devida proporção das partes do corpo".
A estátua de que Galeno fala é hoje identificada como sendo provavelmente o Doríforo, e Arnold Hauser sugeriu, quase sem objeções, que ela representa Aquiles. Andrew Stewart diz que a intenção do autor com ela foi claramente polemizar, criticando o estilo de predecessores como Pitágoras – não confundir com o célebre filósofo – que estavam preocupados mais com a simetria e o ritmo. Sua expressão deliberadamente neutra e desapaixonada, seu equilíbrio entre estaticidade e movimento (o contrapposto), seu cuidado no estabelecimento de um sistema de proporções rigoroso que definia toda a composição da figura do corpo e as relações das partes entre si, apareceram como uma grande novidade em sua época, como uma perfeita ilustração visível da sofrósina, o autocontrole e moderação, uma das virtudes básicas que compunham a aretê e a doutrina apolínea do "nada em excesso", e que caracterizavam o verdadeiro herói. Apesar de altamente apreciado, o sistema de Policleto parece não ter sido aprovado para todos os casos. Foi criticada sua inadequação a contextos narrativos e violentos como cenas de batalhas, e escritores como Quintiliano disseram mais tarde que esse sistema não conseguia expressar a autoridade dos deuses, o que pode refletir uma opinião corrente mais antiga. Mesmo assim, o sucesso do modelo é evidenciado pela grande quantidade de vezes em que foi copiado, e pela sua influência profunda sobre as gerações posteriores. Escritores modernos também têm encontrado analogias entre o equilíbrio do Doríforo, baseado numa delicada dosagem de forças opostas, com as formulações da medicina de Hipócrates, e acreditam que o pensamento do famoso médico foi deliberadamente assimilado pelo escultor.

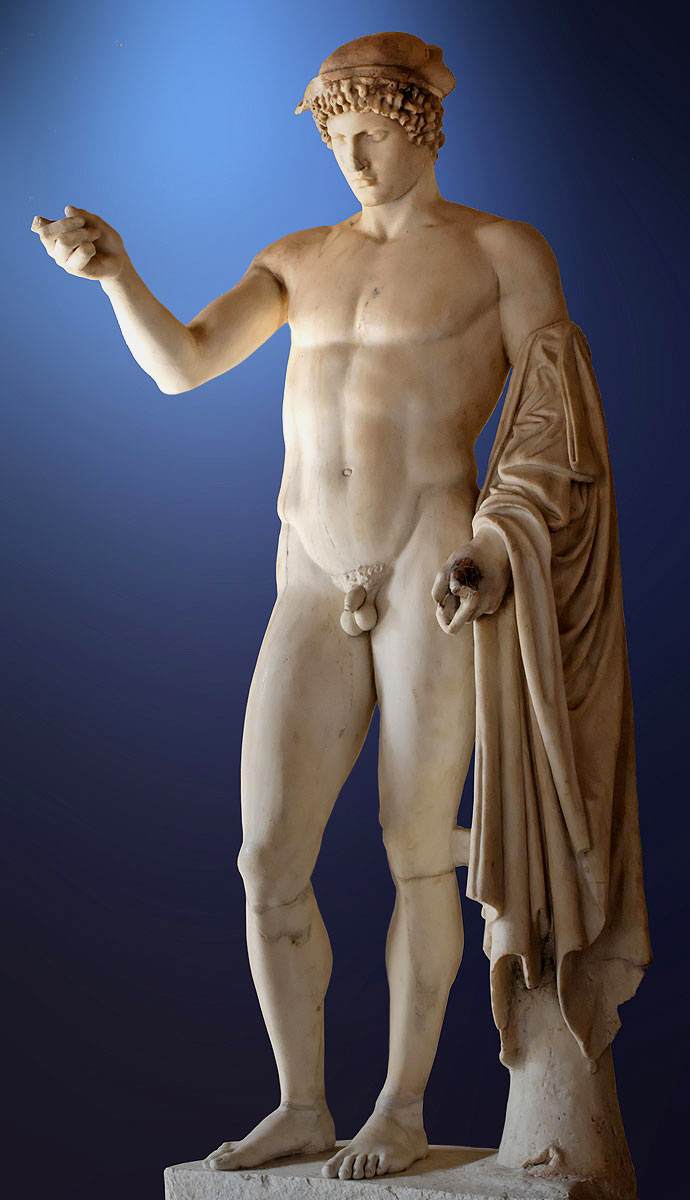
Atribuído a Fídias: Hermes Logios, cópia romana. Museu Nacional Romano

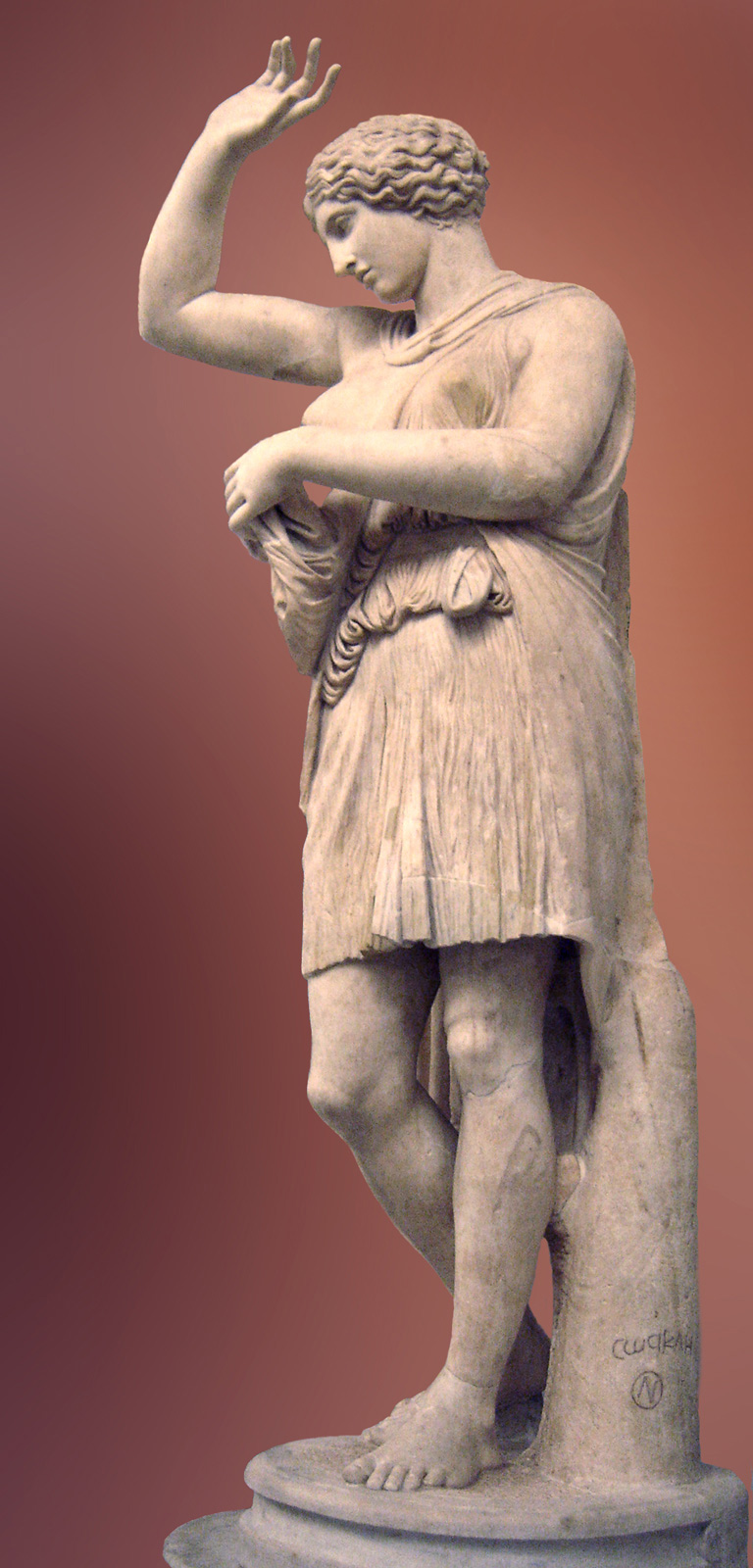
Atribuída a Policleto ou Crésilas: Amazona ferida, cópia romana assinada por Sósicles. Museus Capitolinos

Policleto pode ter se inspirado nas pesquisas anteriores sobre proporções realizadas pelo escultor Pitágoras, mas de qualquer forma suas ideias se inseriam na busca de seus contemporâneos por descobrir a estrutura regular e harmoniosa, o modelo básico, subjacente às infinitas variações de um mesmo tipo de coisa do mundo físico, e por estabelecer relações numéricas definidas para poder replicar tal regularidade e harmonia na arte, continuando a teoria do filósofo Pitágoras de que o universo era estruturado através de números. Duas outras composições suas são atualmente também chamadas de "canônicas", o Discóforo e o Diadúmeno, por serem variações do modelo básico.
Quanto a Fídias, sua obra herdou a austeridade do estilo Severo combinando-a com as conquistas de Policleto, e foi apreciada pelo elevado idealismo e ethos que expressava. Como diretor da decoração do Partenon, supervisionou um grupo de vários mestres com preparo e tendências diversas, o que fez com que o resultado global fosse bastante heterogêneo, mostrando traços Severos e outros mais avançados, naturalistas, e uma qualidade técnica nem sempre de primeira ordem. Mesmo assim este conjunto é a mais ambiciosa realização escultural do Alto Classicismo, mas embora produto da supervisão direta de Fídias, não pode ser tomado como uma medida do talento e estilo pessoais. Seu sucesso entre seus contemporâneos e sua perene memória derivam principalmente de suas colossais estátuas de culto de Atena e Zeus, instaladas respectivamente no Partenon de Atenas e no templo de Zeus em Olímpia. Ambas eram revestidas de ouro e marfim, e causaram um enorme impacto em seu tempo. Infelizmente ambas se perderam. Do Zeus Olímpio, considerado uma das Sete Maravilhas do mundo antigo, só restam descrições literárias e imagens toscas gravadas em moedas da época, mas da Atena Parteno, dedicada em 438 a.C., sobrevivem várias cópias reduzidas, de qualidade sofrível, que podem dar pelo menos uma ideia sobre o original. Outras obras que nos chegaram através de cópias e que lhe são atribuídas, sem grande segurança, são a Atena Lêmnia, o Apolo de Cassel, uma Amazona ferida e um Hermes Lógio.
Outros escultores que devem ser lembrados no período do Alto Classicismo são Alcâmenes, Crésilas e Peônio, todos trabalhando em torno da proposta de Policleto. Calímaco, um mestre muito apreciado pelo refinamento de suas obras, é tido como o inventor do capitel coríntio, e Cálamis, outro grande nome, foi auxiliar de Fídias, e a ele se credita o desenho das métopes do Partenon, mas seu estilo ainda trazia alguma influência do período Severo, do qual ele foi um dos maiores representantes.[carece de fontes?]

### Aretêxpathosna mímese artística
O estilo impessoal, equilibrado e austero de Policleto e Fídias, que tipifica o Alto Classicismo, não durou por muito tempo. Em sua Memorabilia, Xenofonte deixou mais informações sobre o estado da crítica de arte na transição para o Classicismo Tardio. No texto, que recorda a carreira de Sócrates, transparece a existência nesta época de um debate sobre as capacidades e limites da mímese (imitação). Ele argumenta com um certo Cleitos - escultor desconhecido que alguns consideram ser Policleto - dizendo que suas estátuas de atletas vencedores deviam mostrar não só um ideal de beleza, mas também o que acontecia na psique, alma. A interpretação desta passagem é controvertida, mas levanta uma questão sobre as relações entre aparências e verdade e parece admitir a possibilidade da arte expressar pathos, a emoção individual e o drama, numa oposição direta à neutralidade e contenção de Policleto. Para um público acostumado a ver nas estátuas celebratórias não um tributo ao indivíduo que serviu de modelo, mas um retrato do heroísmo coletivo, um exemplo a ser seguido por todos os cidadãos e um serviço prestado a toda a sociedade, esse conceito era bastante perturbador, enfraquecendo o caráter absoluto e invariável da aretê, pondo-a sob o domínio de caprichos e emoções momentâneas, e degradando o herói para o nível de criaturas inconstantes como os centauros e sátiros, onde ele se arriscava a deixar de ser considerado um herói de qualquer forma concebível. Mas a discussão ia mais longe. Perguntando a Kleiton como ele conseguia reproduzir uma aparência de vida em suas estátuas, sintetizava todo o problema da representação imitativa da natureza na arte. Stephen Halliwell diz que
"mesmo dentro dos limites das conversações relatadas por Xenofonte na Memorabilia, podemos discernir uma tensão — uma tensão que se tornaria central em todo o legado da mímese - entre visões divergentes sobre a arte representativa, sendo, de um lado, uma ilusão fictícia, o produto de um artefato "enganoso", e, de outro, um reflexo de e um engajamento com a realidade".
Essa problemática anunciava o fim da primazia do ideal, passando a interessar cada vez mais a esfera do individual, o que seria a tônica da arte do século IV a.C., quando Platão e Aristóteles aprofundariam extraordinariamente o que Sócrates esboçara, lançando as bases para o desenvolvimento de um ramo filosófico inteiramente novo: a Estética.

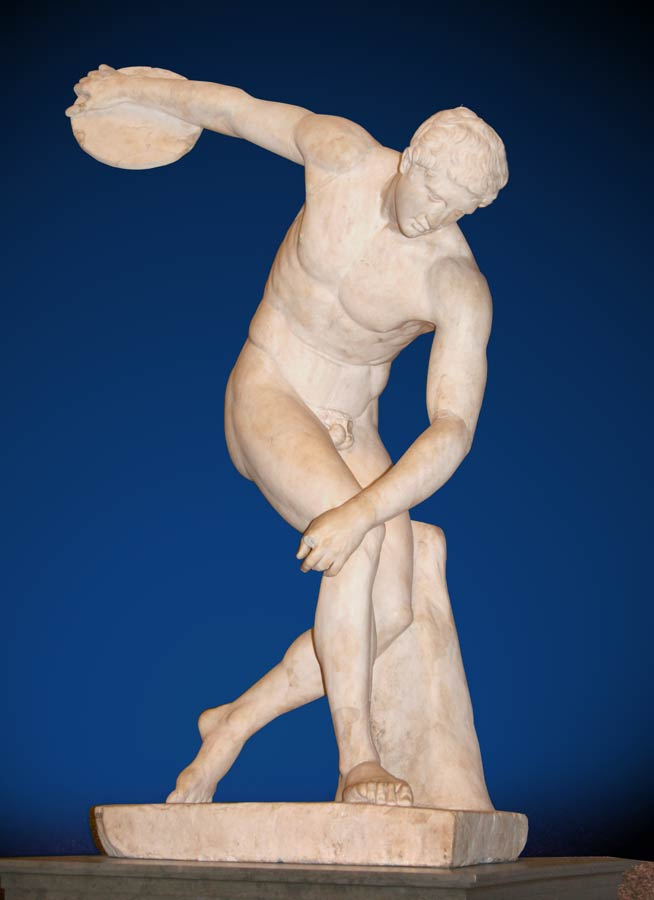
Míron: Discóbolo, cópia Townley, Museu Britânico.
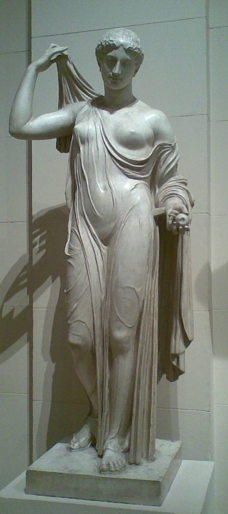
Calímaco: Vênus, cópia moderna. Museu Pushkin.
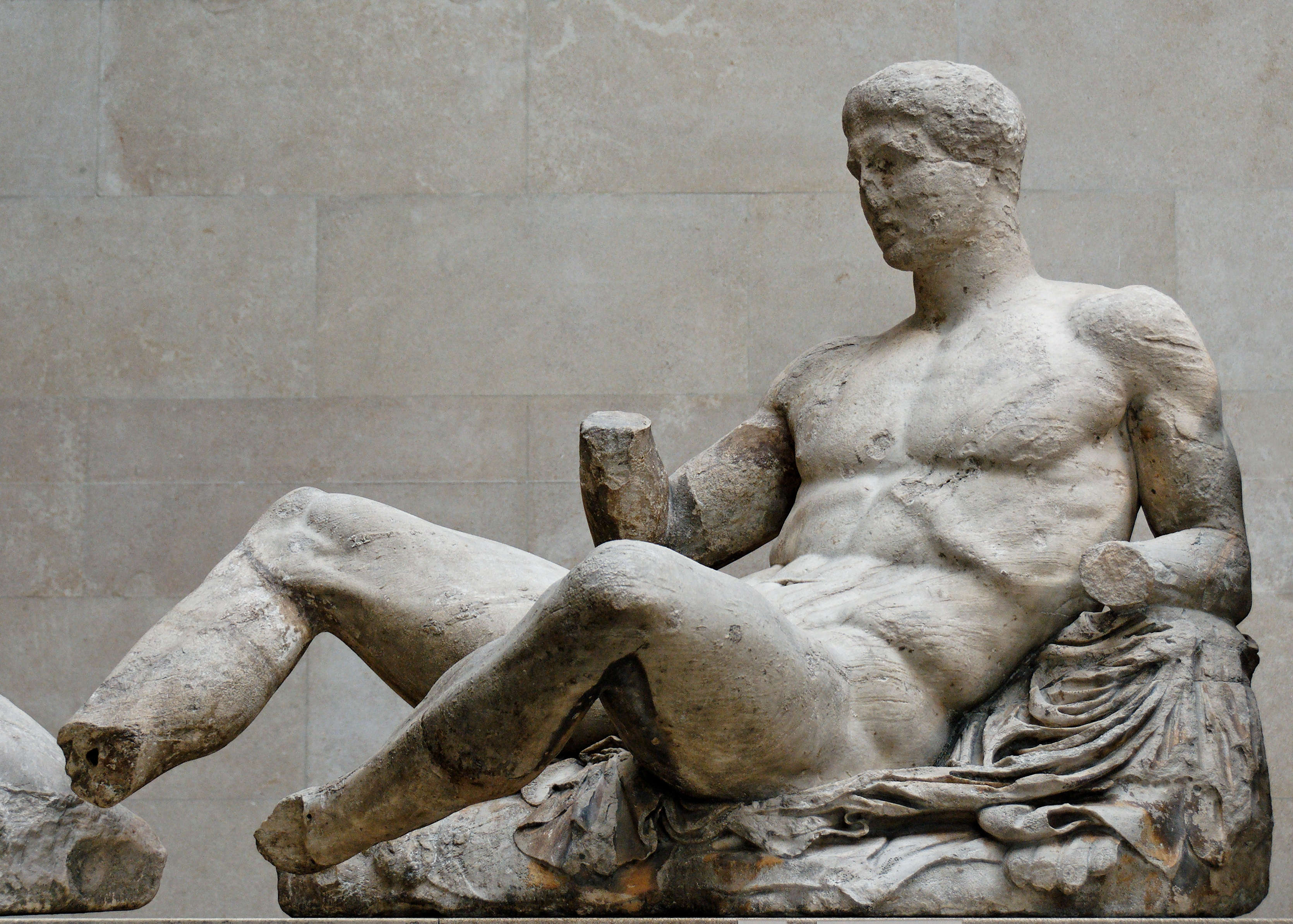
Oficina de Fídias: Dionísio, original. Antes no frontão do Partenon, hoje no Museu Britânico.
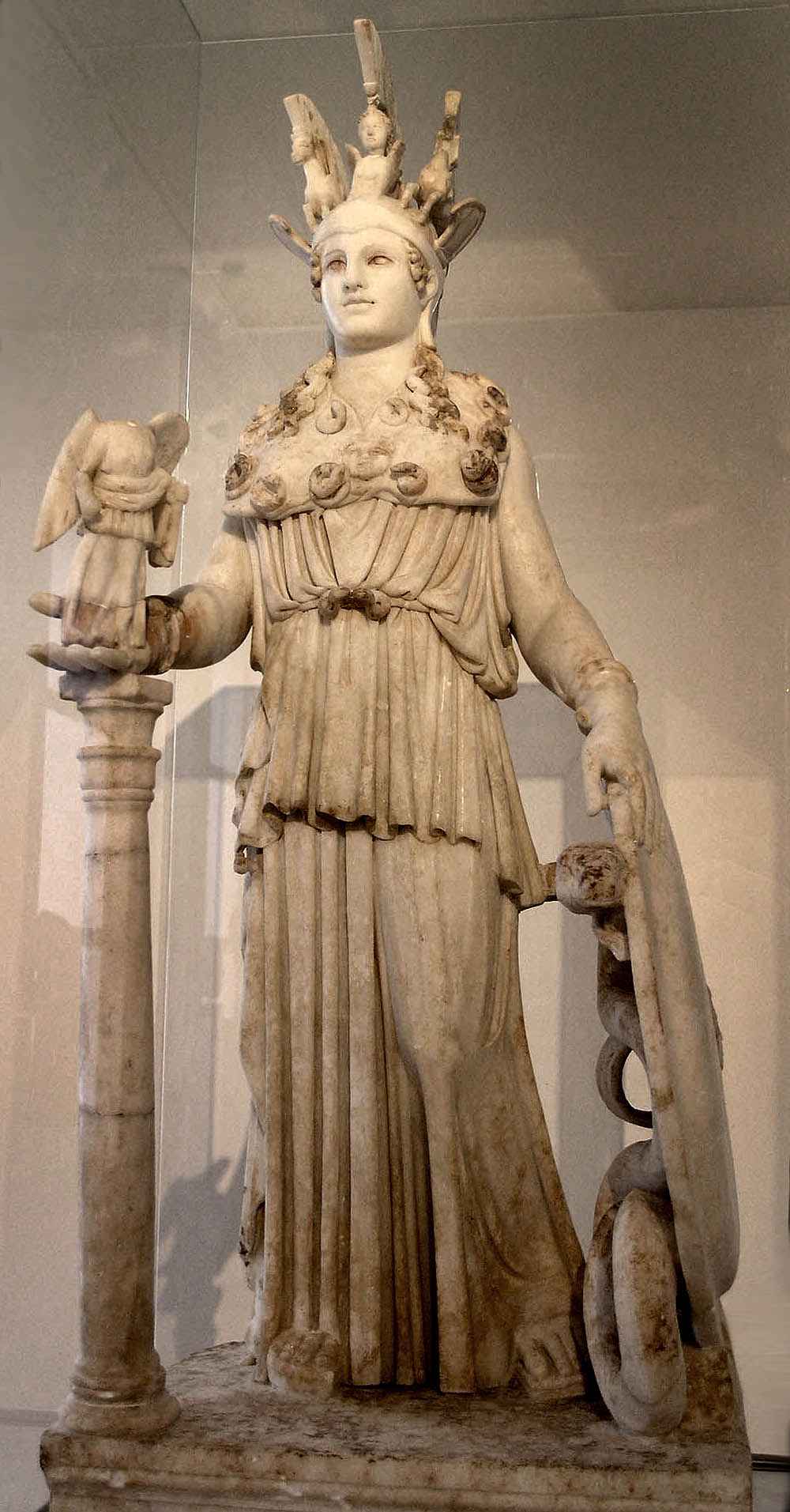
Athena Varvakeion, cópia reduzida da Atena Parteno de Fídias, originalmente no Partenon. Museu Arqueológico Nacional de Atenas.

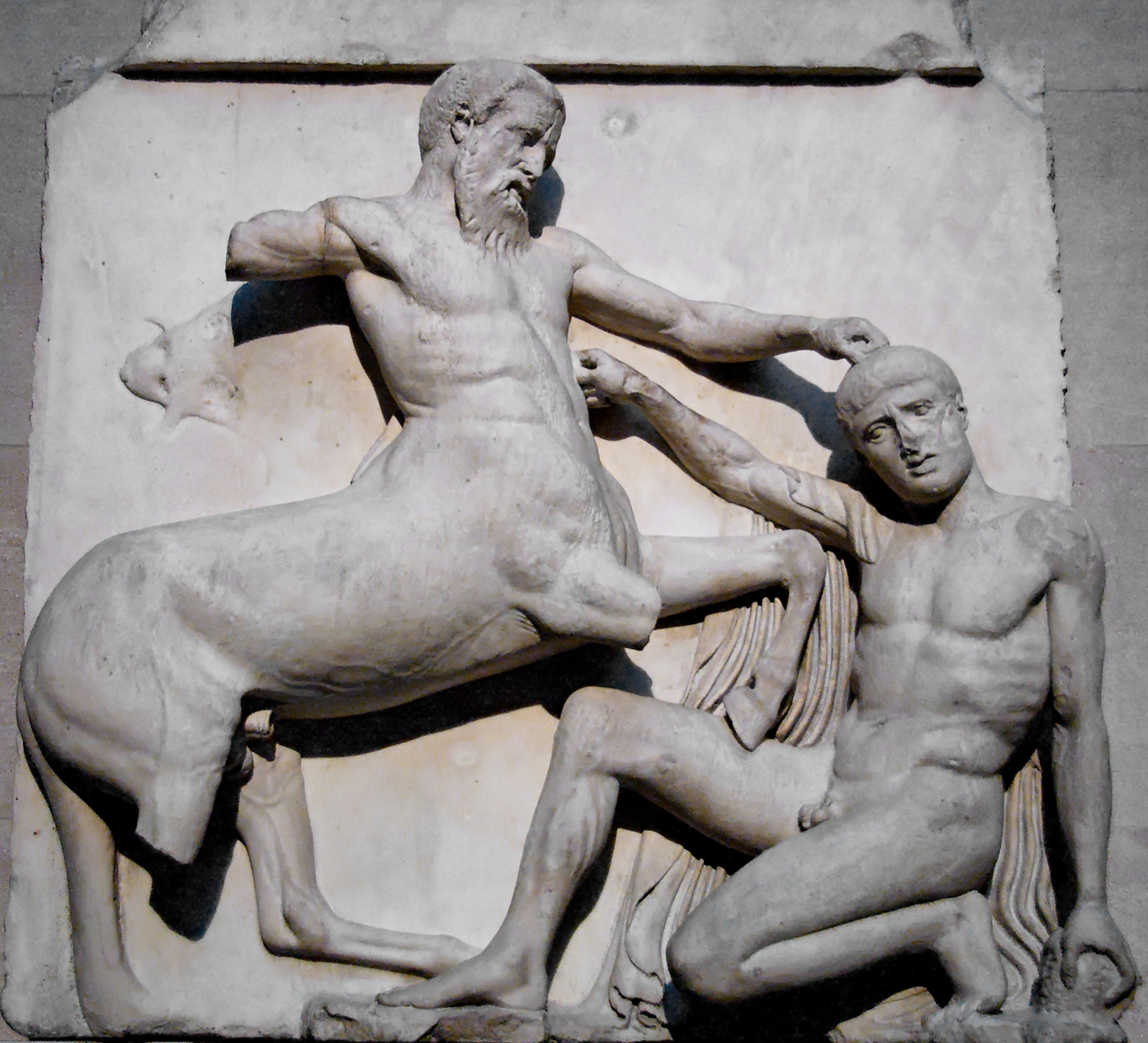
Possivelmente projetada por Cálamis: Métope sul do Partenon, original. Museu Britânico.
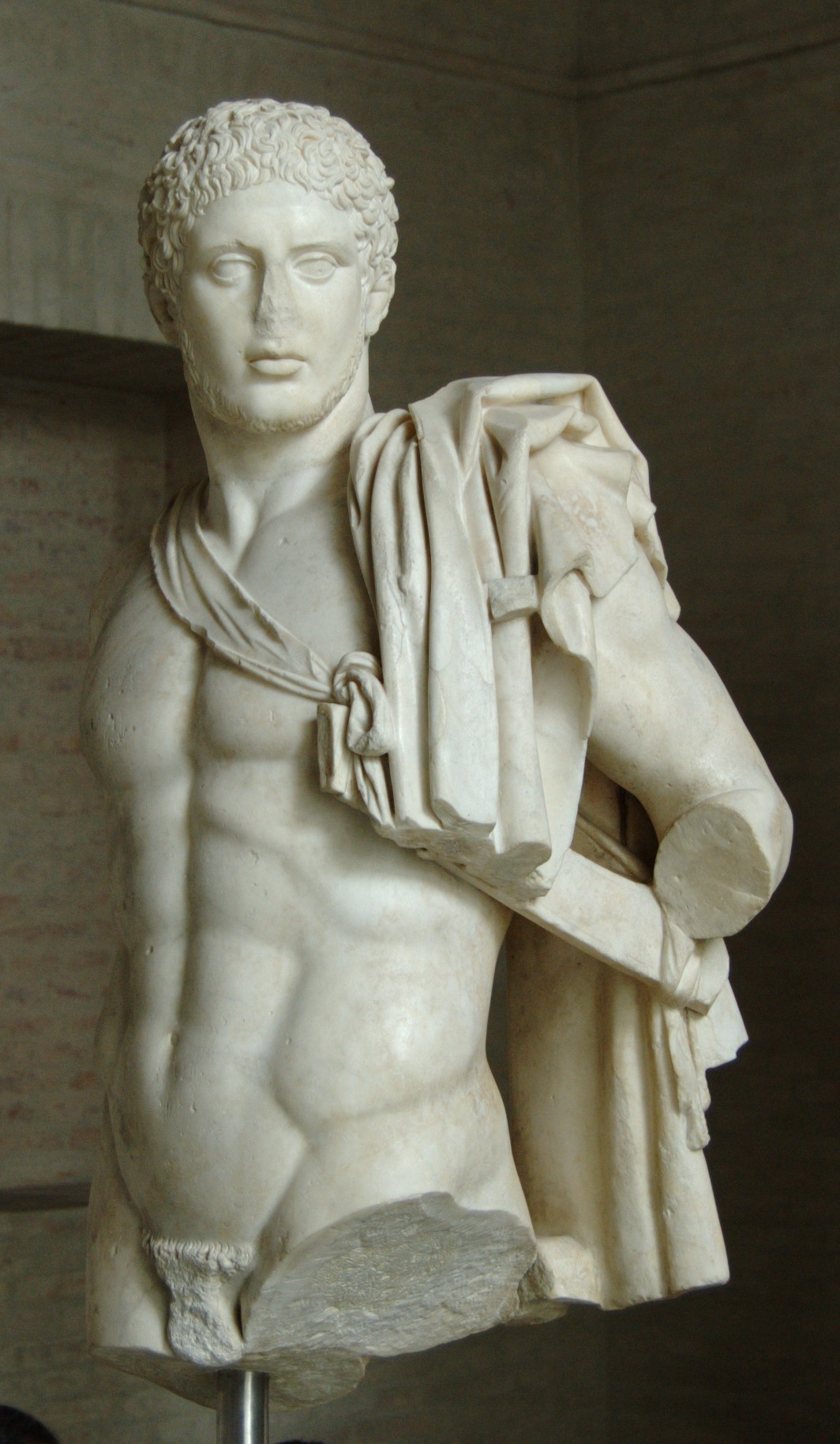
Atribuído a Crésilas: Diomedes, cópia romana. Gliptoteca de Munique.
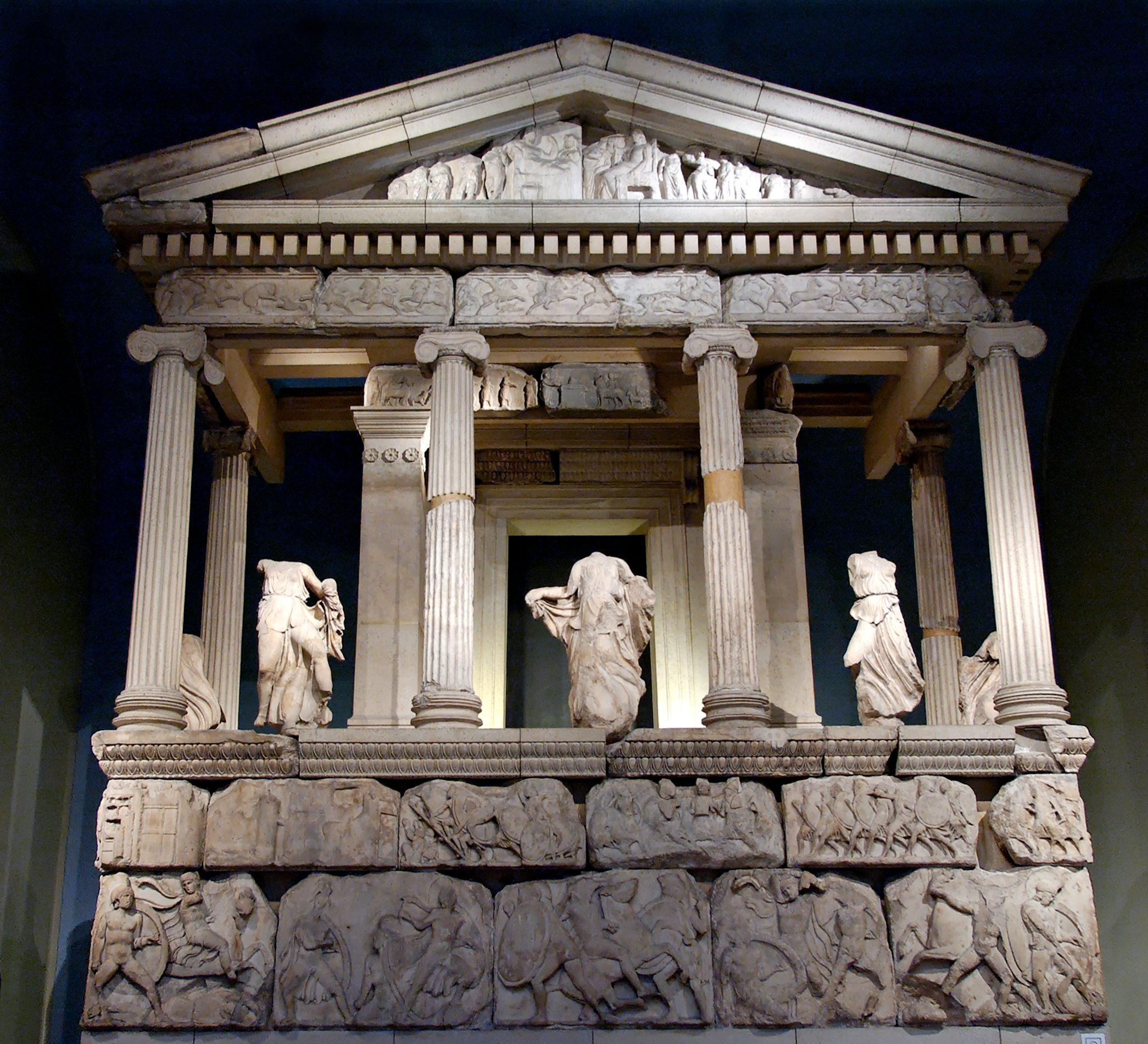
Monumento às Nereidas, original. Museu Britânico.
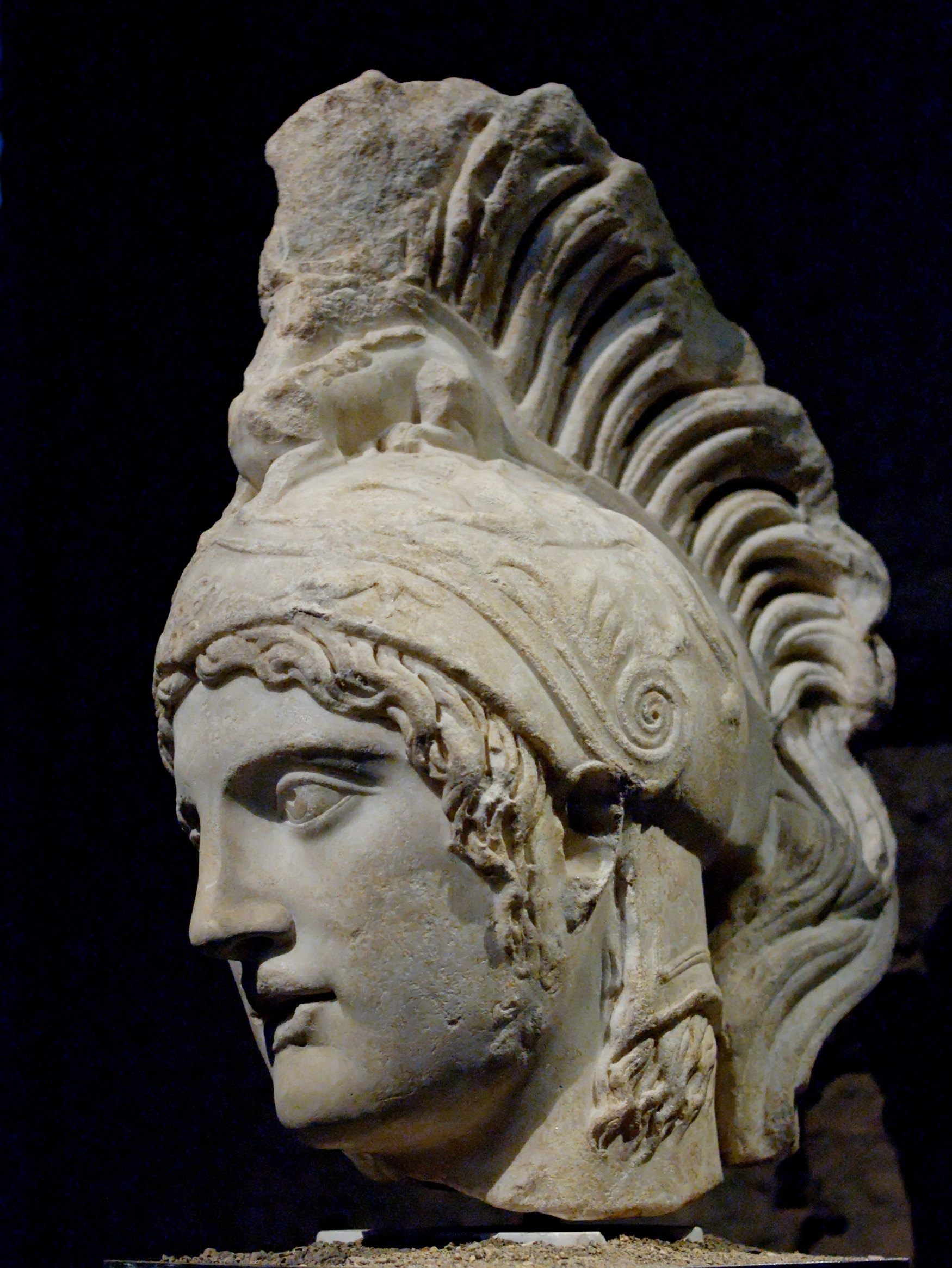
Atribuído a Alcâmenes: Cabeça do tipo Ares Borghese, cópia romana. Museus Capitolinos.

## Baixo Classicismo
No final do século V a.C. a hegemonia de Atenas entrava em declínio, enfraquecida por agitações internas e guerras externas, e logo Esparta, Corinto e Tebas assumiam o protagonismo. No entanto, no início do século IV a.C. Atenas recuperou parte do poder e prestígio, restaurou sua democracia e suas riquezas voltaram a crescer, mas a política se tornava cada vez mais complexa, desenvolvendo o que se chama de "aparato de Estado", perdendo a pólis seu caráter comunitário. Ao mesmo tempo as colônias gregas em torno do Mediterrâneo se multiplicavam, algumas alcançando grande desenvolvimento, com economias diversificadas e lucrativas que imitavam o modelo social da pólis metropolitana. A descentralização da cultura por essas regiões e a ascensão de uma classe mercantil abastada, consumidora de arte mas com valores próprios, abriu o caminho para a valorização do gosto individual e para a influência de elementos culturais estrangeiros, dissolvendo a rigidez e austeridade do Alto Classicismo.

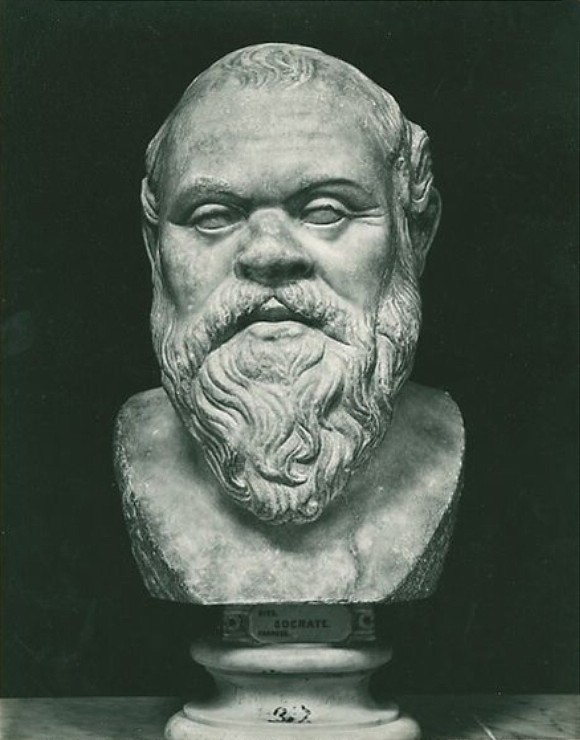
Busto de Sócrates, cópia romana. Museu Arqueológico Nacional de Nápoles

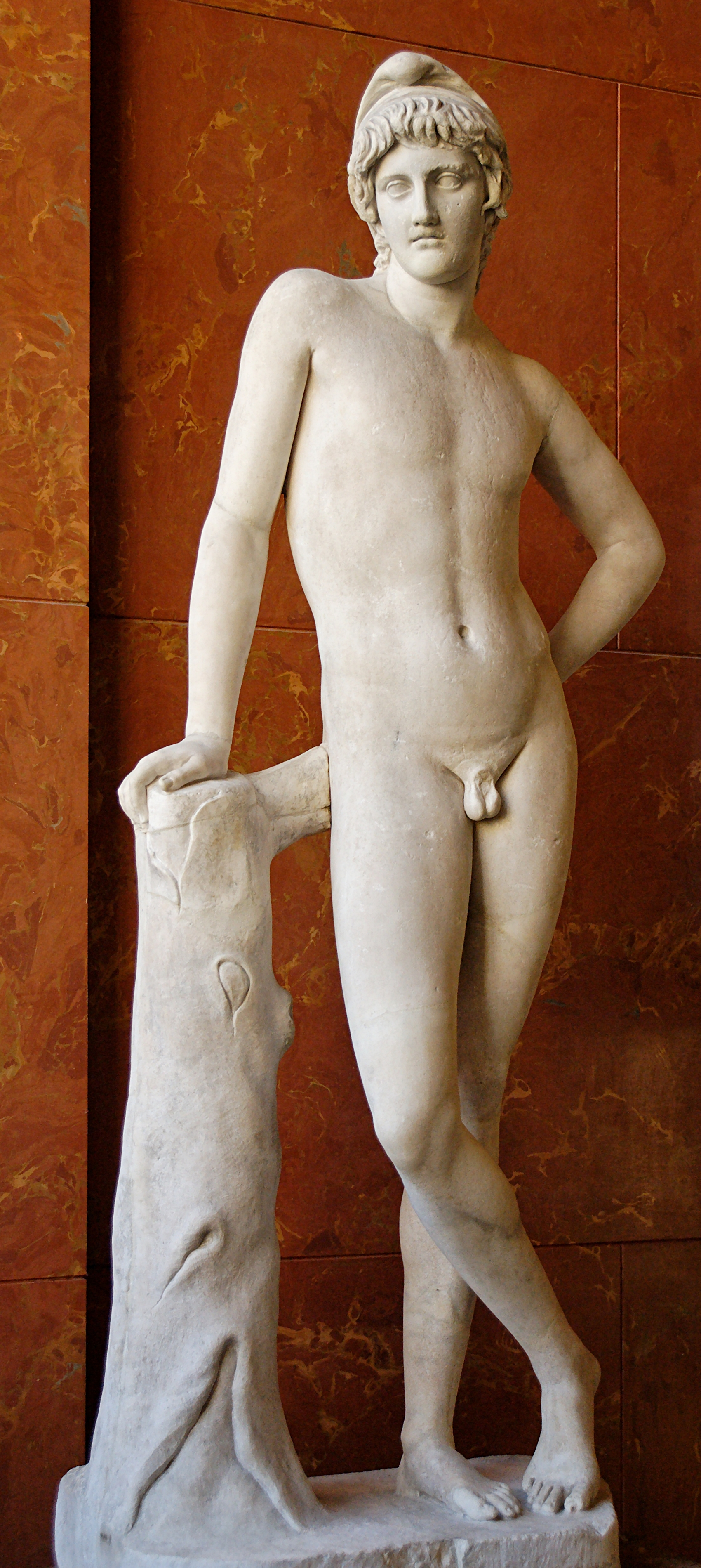
Atribuído a Eufranor: Páris, cópia romana. Museu do Louvre

Na escultura a preocupação com a verossimilhança se acentuaram ainda mais. Inovações na técnica da talha da pedra permitiram um controle maior no acabamento dos detalhes, na representação dos mantos e vestidos e no polimento das superfícies a fim de obter efeitos sutis de luz e sombra. Os escultores da nova geração introduziram uma flexibilização geral do cânone de Policleto desenvolvendo um novo repertório de atitudes mais dinâmicas do corpo e deixando de lado as proporções matematicamente estabelecidas para criar imagens convincentes para os sentidos, mais semelhantes aos corpos do mundo real, com suas idiossincrasias físicas e afetos pessoais, iniciando-se o período chamado de Baixo Classicismo, ou Classicismo Tardio. As estátuas adquirem desta forma uma "presença" ainda mais enfática, também pelo novo tratamento detalhado e realista dado à face, cabelos e barba. Nascia o retrato individualizado, uma inovação atribuída a Lisístrato, o primeiro, segundo Plínio, o Velho, a tirar moldes do rosto do modelo. Transferia-se o centro do interesse do embelezamento para a similitude, convidando o espectador a meditar sobre as eventuais discrepâncias entre o valor moral e o aspecto exterior das pessoas. Os retratos realistas de Sócrates desse período, cuja feiura era notória mas cuja virtude também era, exemplificam a nova dimensão em que penetra a arte da representação corporal.
Enquanto que as preferências do mercado em expansão se abriam cada vez mais para o gosto individual, os questionamentos tradicionalistas e idealistas de Platão sobre o papel da mímese na arte, mais sua condenação do trágico, levantaram problemas para a validação do produto artístico que ainda não foram completamente resolvidos, mas o debate teórico na transição para o Baixo Classicismo avançou com Aristóteles, cuja teoria da catarse contribuiu para a formulação de um novo conceito de arte evitando liberalmente a condenação da cultura popular e seu típico emocionalismo. Também defendeu a representação de objetos "não-belos" baseado na assunção de que a feiura na arte pode efetivamente ser fonte de ensinamento e prazer estético e sobrepujar o pesar que sua contemplação na vida real nos causa, mas não deixava de aconselhar os jovens a preferirem obras de artistas que ele qualificava de éticos, aqueles cujas criações melhor exemplificavam o bom caráter humano, pois sua influência seria benéfica para toda a pólis. Tais ideias contribuíram para que a produção de escultura continuasse florescendo, atendendo a novas necessidades, mas é preciso notar que a aproximação maior do natural não significou um abandono completo do ideal. O realismo como tendência dominante só iria aparecer na escultura grega com sua sucessora, a escola helenista. Lísipo ainda ridicularizava os escultores que criavam obras a partir do natural, e se orgulhava de modelar os homens como eles "deveriam" ser.

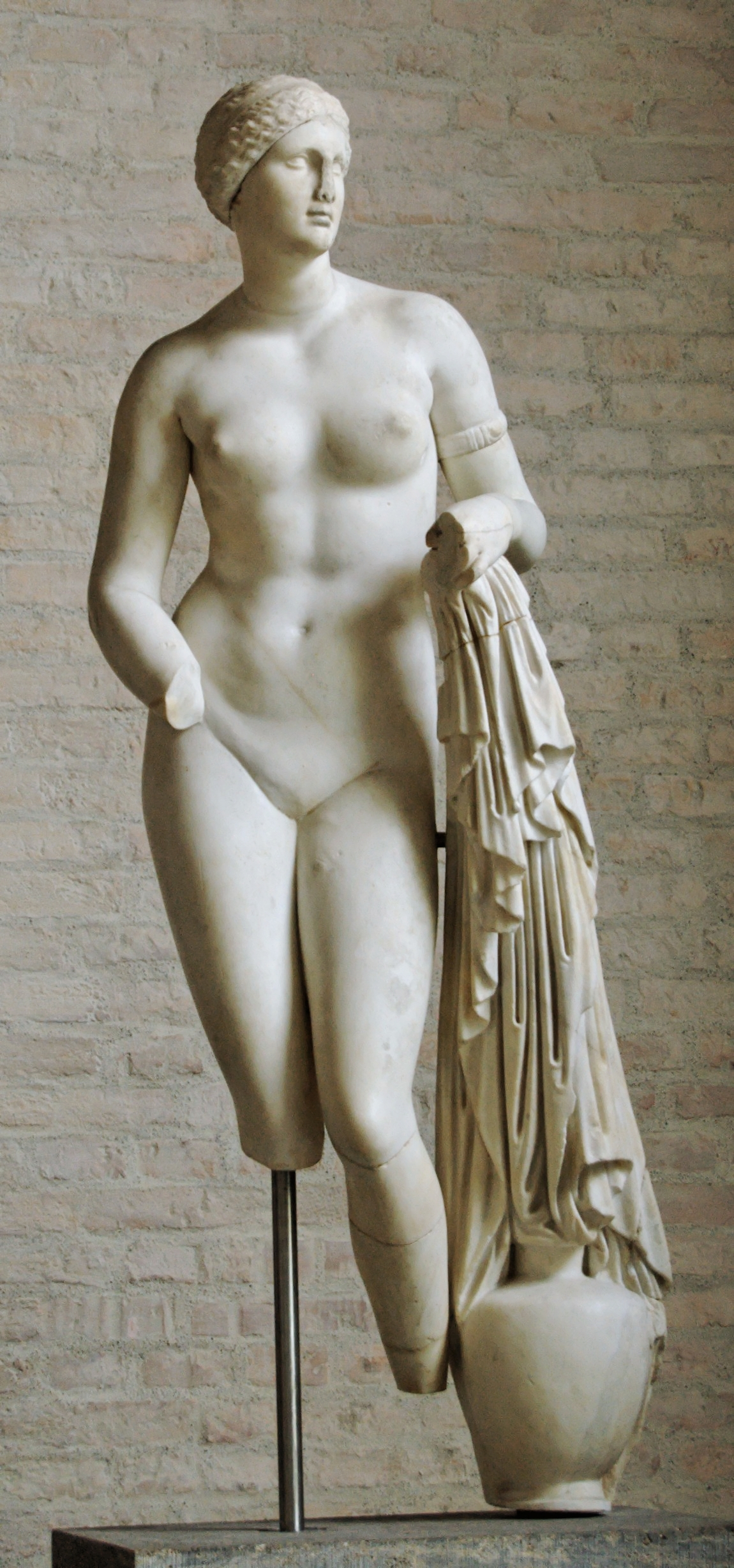
Praxiteles: Afrodite Braschi, versão da Afrodite de Cnido, cópia romana. Gliptoteca de Munique

No campo da estatuária sacra se colocavam novos aspectos. Desde sempre os gregos tiveram como tabu a visualização dos deuses em suas formas divinas, nos mitos todos os mortais que viram deuses em sua glória morreram, ficaram cegos, loucos ou sofreram de outras formas, e a cultura da época estava capacitada a aceitar representações parciais e imperfeitas dos deuses. De fato, até pedras informes, árvores e lugares podiam ser reconhecidos como receptáculos para o divino, e mesmo estátuas de culto antropomórficas podiam permanecer ocultas ou semiocultas por véus, mantos, adornos vários, solicitando do devoto um exercício de contemplação espiritual que não necessitava da semelhança para acontecer, embora pudesse ser facilitado por um ídolo com aspecto belo ou majestoso, ou que evocasse mais diretamente os atributos do deus. Porém, pensadores como Platão consideravam que a antropomorfização de uma deidade constituía falta de decoro e induzia em erro, pois não apenas representava mal seu objeto mas também o rebaixava na tentativa de trazê-lo demais para dentro da esfera do humano. Para enfrentar tais dificuldades os escultores posteriores se valeram de alguns recursos especiais a fim de manter nítida a distância entre os deuses e os homens, resgatando traços estilísticos arcaizantes como a frontalidade, a postura hierática, as feições impassíveis e sobrenaturais, que, em contraste com o estilo cada vez mais naturalista e expressivo da estatuária profana, delimitavam bem as esferas do sagrado e do mundano e obrigavam o devoto ao devido respeito diante do ídolo, à lembrança de que o divino permanece para sempre essencialmente incognoscível. É preciso ainda dizer que quando a representação das divindades não estava ligada diretamente ao culto, como nos monumentos e relevos arquiteturais decorativos, havia maior liberdade formal, embora um pouco das mesmas convenções fossem observadas e se procurasse manter traços que identificassem bem o caráter divino do personagem.
A enfatização do naturalismo nas estátuas também deu margem a interessantes consequências no terreno afetivo. Não era raro que em sua função de substitutos de uma pessoa ou um deus as estátuas fossem objeto de um amor intenso, o qual podia levar ao desejo de conseguir das estátuas gratificações de natureza emocional e/ou sexual. Desde Pandora a Pigmalião, os mitos relatam diversas interações sensuais de estátuas com humanos, e os registros históricos contam que os mortais comuns também podiam cair na tentação de buscar dos simulacros o que não podiam obter da realidade. Aristófanes alertou para o risco de os humanos cederem a paixões diante de estátuas ou se apegarem demasiado a elas, podendo ser condenados a viver como mortos-vivos alimentando um amor sempre incompleto, embora considerasse que da frustração inevitável podia nascer a oportunidade de o indivíduo descobrir a si mesmo.

### Praxíteles, Escopas e Lísipo

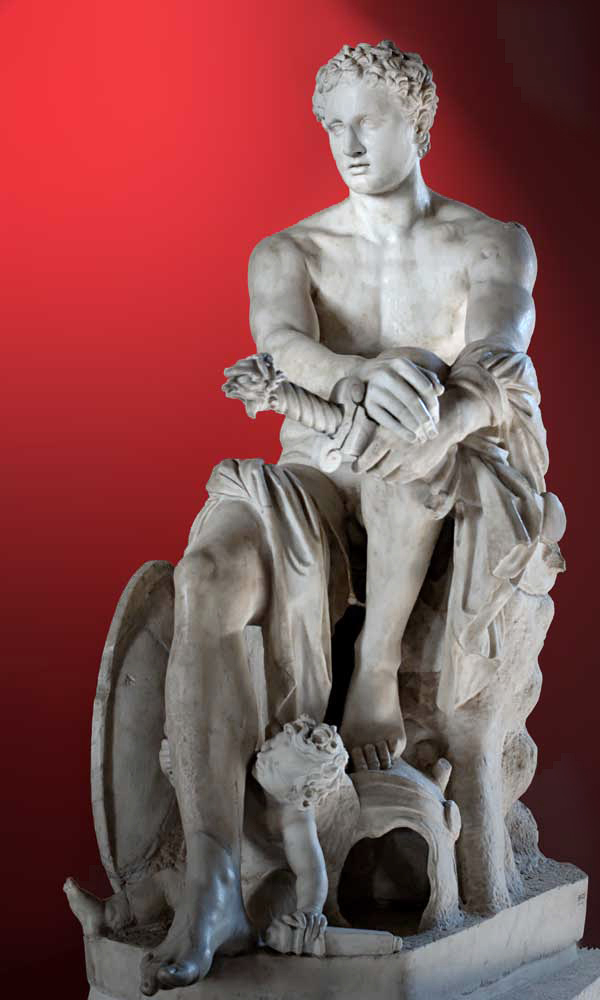
Atribuído a Escopas: Ares Ludovisi, cópia romana. Museu Nacional Romano

A escultura grega do século IV a.C. foi dominada por três grandes figuras: Praxíteles, Escopas e Lísipo. Praxíteles parece ter sido o primeiro a explorar plenamente as possibilidades sensuais do mármore. O apelo erótico da sua Afrodite de Cnido - a primeira estátua feminina completamente nua da arte grega - a tornou célebre em sua época e deu origem à prolífica família tipológica da Vênus Pudica, e o seu Hermes com o infante Dionísio ilustra sua maestria na representação da expressão facial e da graça de corpos flexíveis e sinuosos. Escopas se tornou conhecido pelo senso de drama, violência, dinamismo e paixão com que imbuiu suas obras, especialmente aquelas que deixou no Mausoléu de Halicarnasso, a mais importante realização arquitetônica grega neste período, embora em outras mostrasse sua capacidade de retratar a tranquilidade e a harmonia. Lísipo reformulou o cânone de Policleto diminuindo as dimensões da cabeça e tornando a figura mais alongada, embora mais maciça. A ele se credita também a primeira estátua cujo acabamento foi realizado por igual em todas as suas direções, o Apoxiômenos, possibilitando ao espectador uma apreciação não apenas de um único ponto de vista privilegiado, como ainda era o uso de Policleto. Esses mestres, junto com outras figuras notáveis de sua geração como Leocarés, Briáxis, Cefisódoto, o Velho, Eufránor e Timóteo, resolveram todas as dificuldades básicas pendentes quanto à forma e técnica que ainda pudessem impedir a livre expressão da ideia na matéria. Assim, contribuíram com grandes conquistas no processo de exploração da anatomia humana, da representação da roupagem e da resolução de problemas de composição, e são o elo de passagem da tradição clássica para a helenista, além de levarem a técnica da talha da pedra e da modelagem no bronze a um nível de qualidade sem precedentes. As gerações seguintes teriam pouco a acrescentar à essência da arte clássica, mas aprofundariam suas pesquisas no retrato das emoções e do prosaico e levariam a escultura em mármore a um nível de verdadeiro virtuosismo técnico.
O estudo das funções e significados da escultura clássica ainda está progredindo. As interações e influências recíprocas em vários níveis que categorias, usos e atribuições devem ter estabelecido não são completamente conhecidas, e há muito ainda por elucidar sobre como a representação influenciou na construção de conceitos e práticas a respeito de gênero, status, inclusão social, afeto, sexualidade, estética, ideologia, política, religião, ética e na evolução histórica da sociedade grega. O que já ficou evidente é a complexidade desse papel, e a necessidade de não se generalizar em demasia a partir de exemplos isolados, lembrando que nosso conhecimento da escultura grega é parcial também porque muitas obras só são conhecidas por referências literárias ou através de cópias posteriores, ou estão em estado incompleto e danificado, ou porque sua datação e atribuição de autoria são muitas vezes inseguras e as biografias de seus criadores continuam repletas de lacunas e inconsistências importantes.

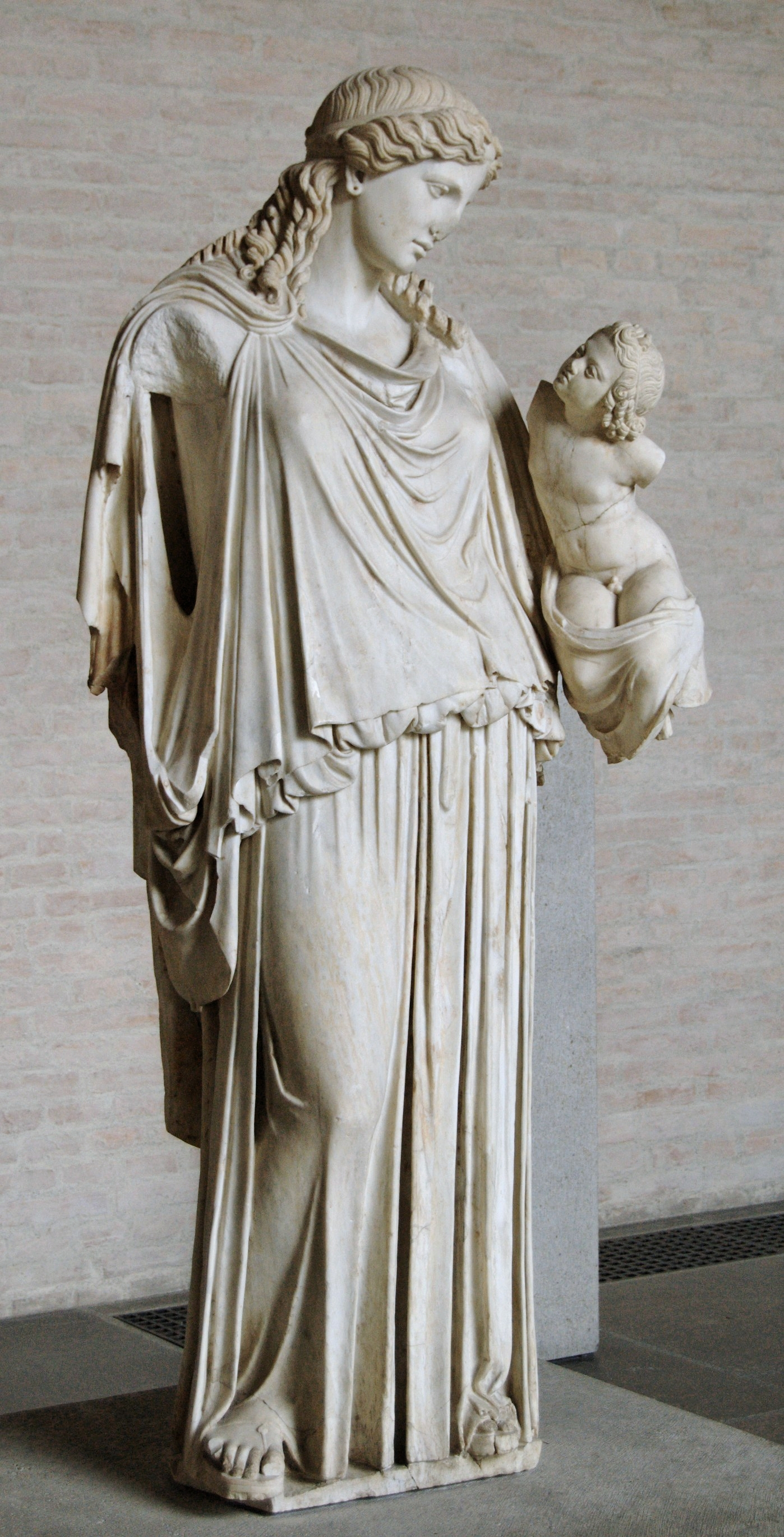
Cefisódoto, o Velho: Irene carregando Pluto, cópia romana. Gliptoteca de Munique.
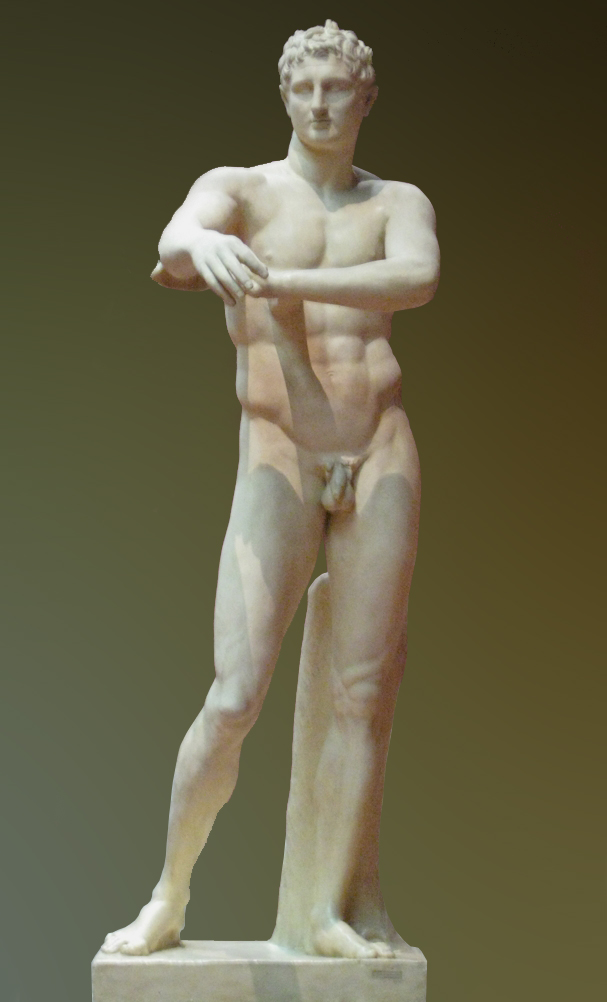
Lísipo: Apoxiômeno, cópia moderna. Museu Pushkin
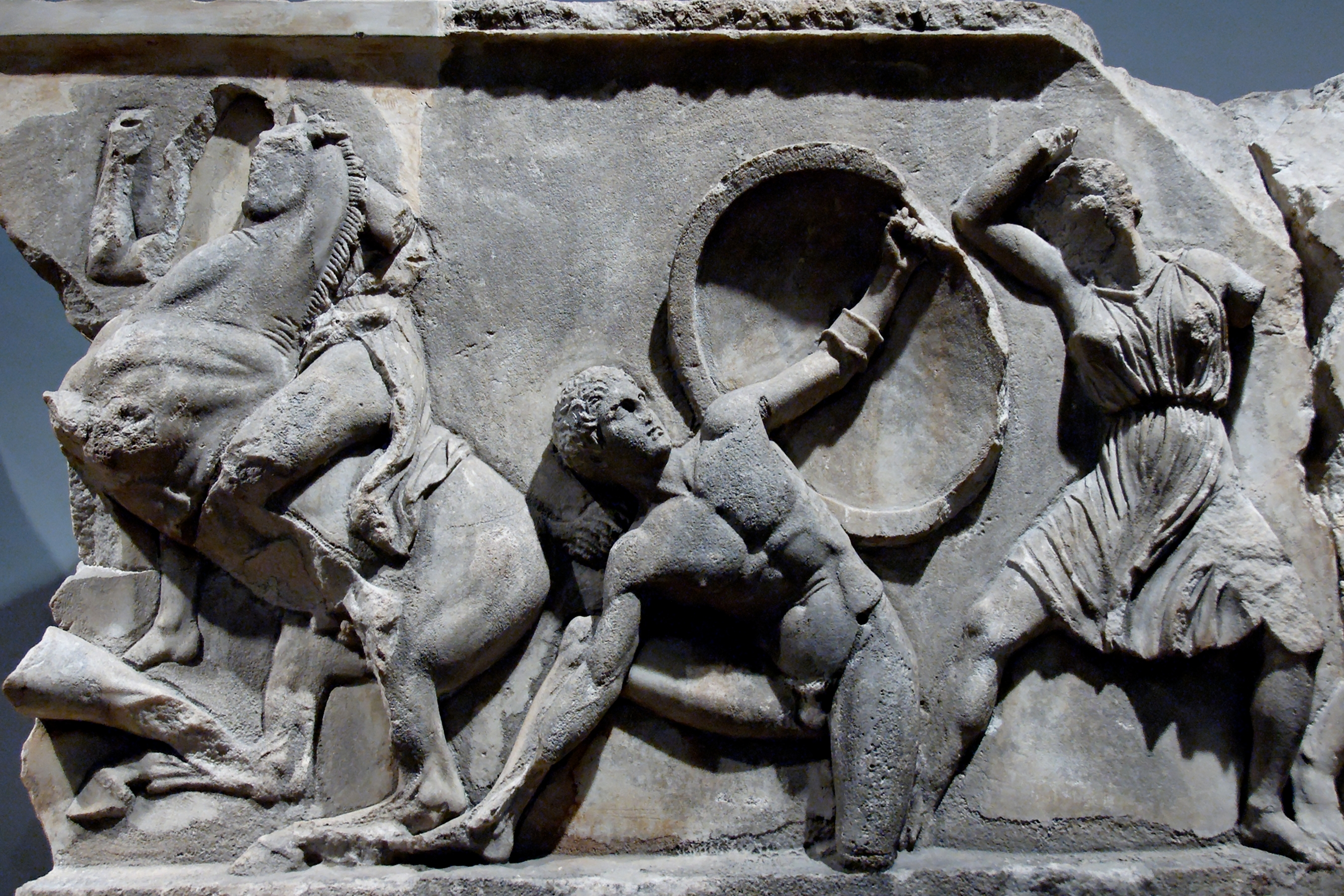
Amazonomaquia, friso do Mausoléu de Halicarnasso, original
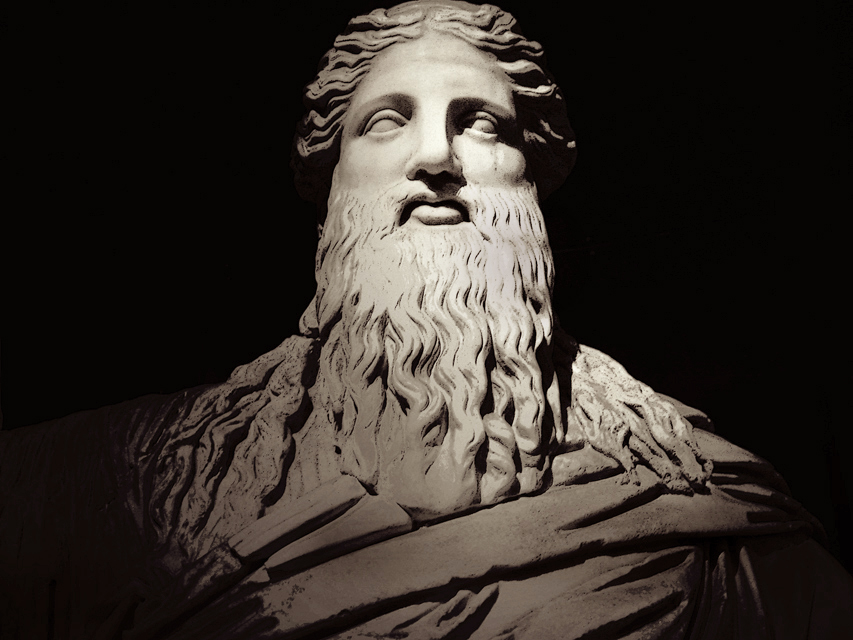
Autor desconhecido: Dionísio Sardanapalo, cópia romana. Museu Nacional Romano

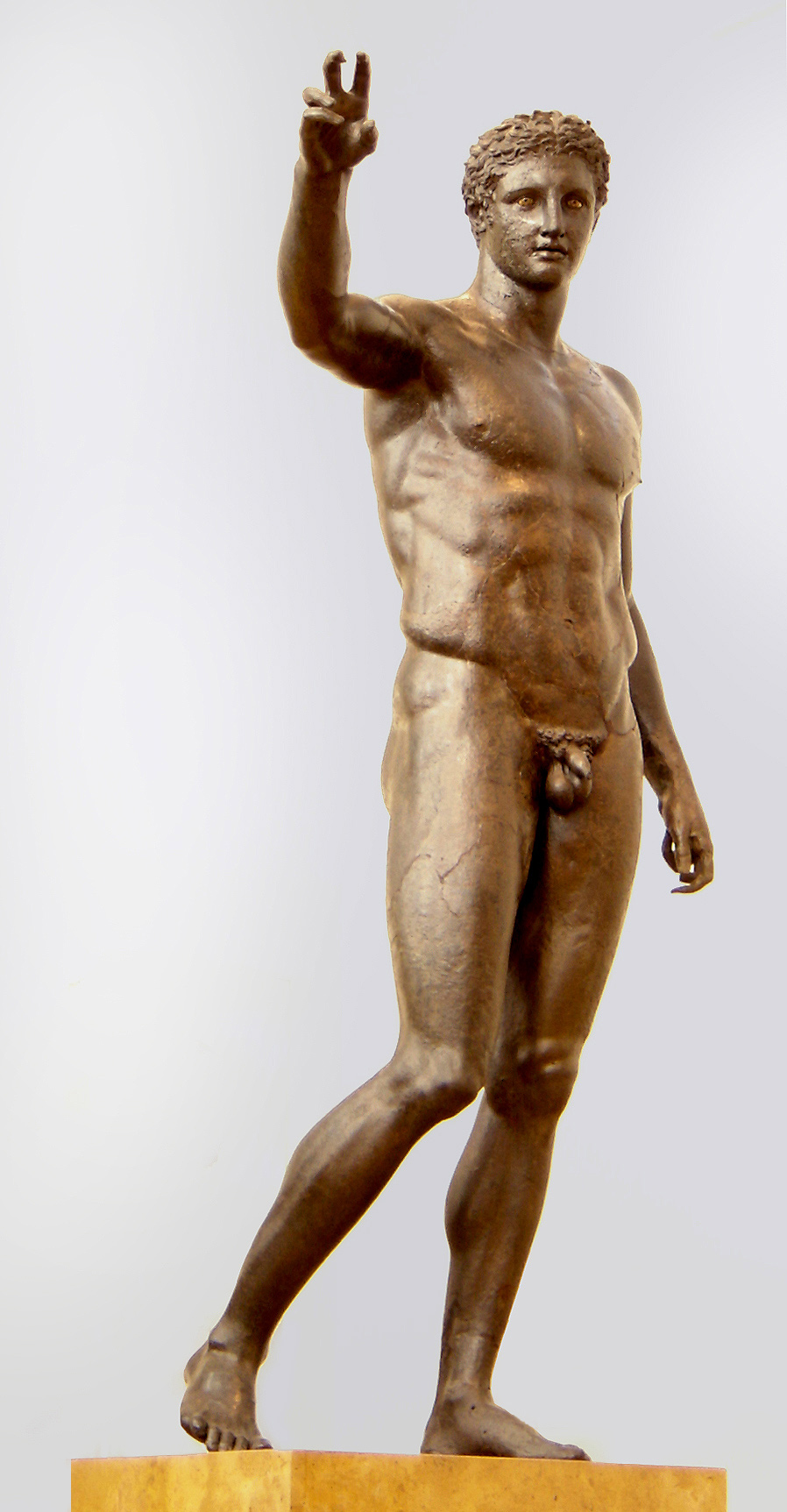
Efebo de Anticítera, original. Museu Arqueológico Nacional de Atenas
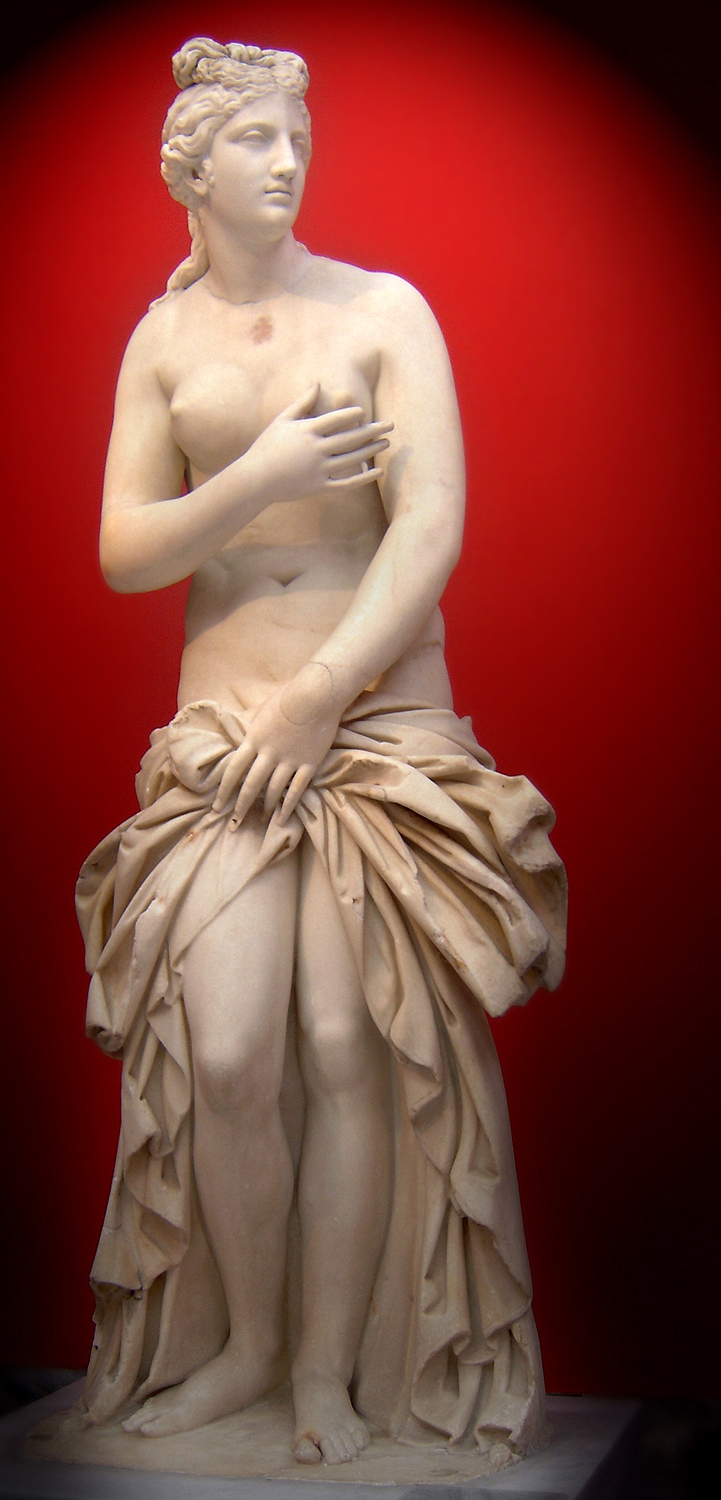
Atribuída a Praxíteles: Afrodite de Siracusa, cópia romana. Museu Arqueológico Nacional de Atenas
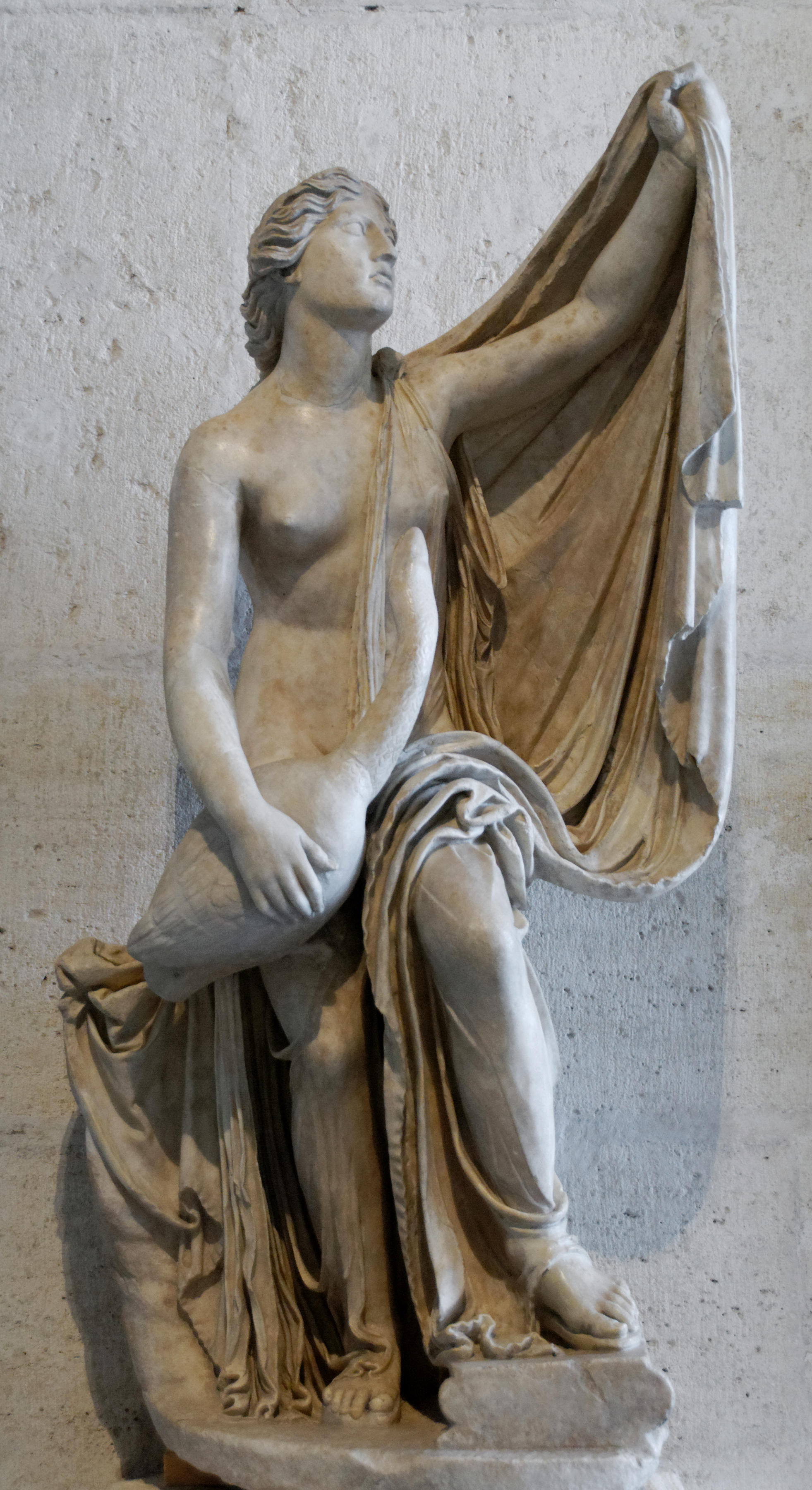
Timóteo: Leda e o cisne, cópia romana. Museus Capitolinos
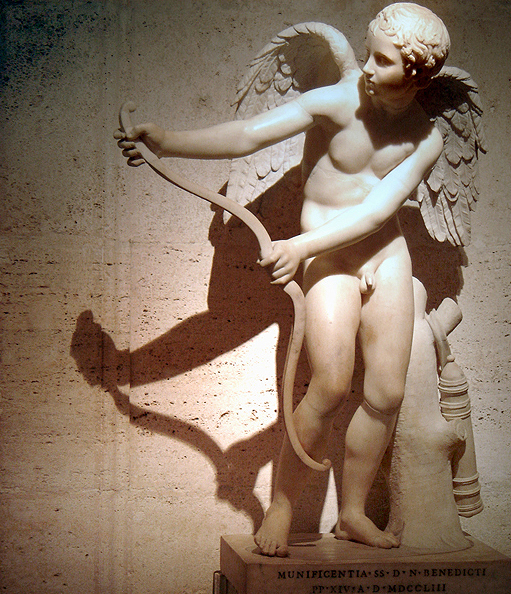
Lísipo: Eros encordoando seu arco, cópia romana. Museus Capitolinos

## Outros usos e técnicas
Sobre a escultura de grande porte, os relevos arquiteturais e a estatuária autônoma, suas características e funções já foram suficientemente abordadas nos parágrafos anteriores. No campo puramente técnico não houve avanços radicais no que os escultores do período Arcaico e Severo já haviam conquistado. Os mármores Arcaicos já evidenciavam um domínio da pedra muito elevado, visível especialmente em seus relevos arquiteturais. No caso dos bronzes, a principal inovação na sua história para a escultura grega foi o desenvolvimento da técnica da cera perdida, mas os seus princípios já eram manejados com maestria no período Severo, com uma aplicação diversificada. Assim, o Classicismo se beneficiou do fato de que as técnicas escultóricas principais já haviam sido aperfeiçoadas o suficiente para que o interesse principal passasse para os aspectos da forma e significado, embora com certeza em todas as técnicas houve alguns avanços em termos de refinamento. Mas algumas palavras adicionais sobre tópicos específicos serão de utilidade para formarmos uma ideia mais completa dos vários usos e características da escultura durante o Classicismo.

### Escultura fúnebre

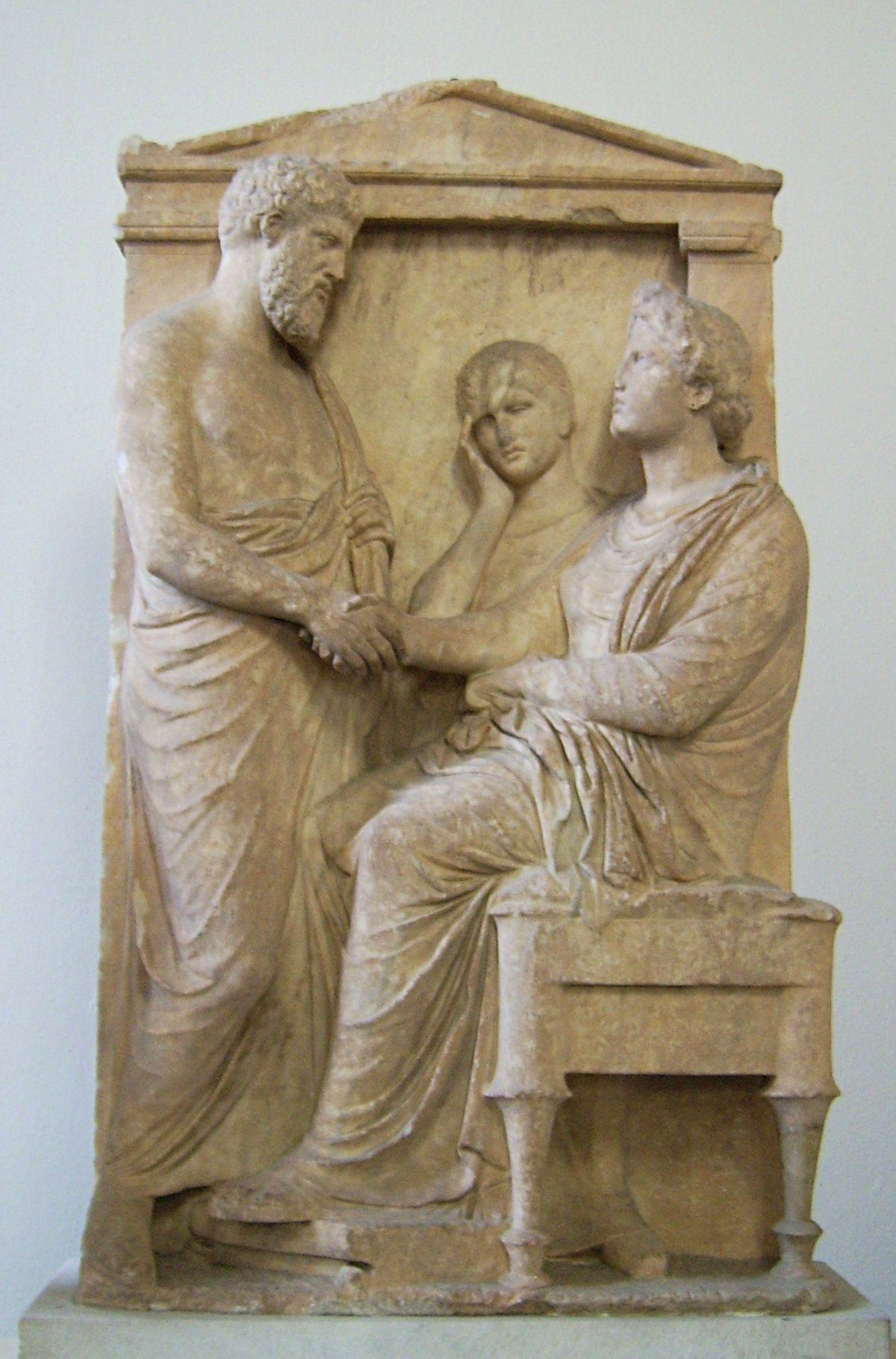
Autor desconhecido: Estela funerária de Trásea e Evândria, original. Museu de Pérgamo

Entre os usos da escultura estava a composição de monumentos fúnebres, onde em linhas gerais compartilhava das características da escultura decorativa dos templos e edifícios públicos. A tradição de construir monumentos aos mortos existia desde o período Arcaico, quando os kouroi cumpriam essa função. Com o advento da democracia no início do século V a.C. os costumes começam a mudar e surgem as estelas funerárias - placas em relevo com inscrições. Depois de uma evolução irregular, onde por motivos ainda obscuros desaparecem em alguns intervalos, no período Clássico começam a se tornar uma prática corrente na Ática, enquanto em outras regiões só se popularizariam no Helenismo. Uma das primeiras estelas importantes do Classicismo parece ser a Estela de Eufero, datada de c. 430 a.C., e seu estilo mostra uma ligação com a escultura decorativa do Partenon que estava sendo criada na mesma época. Tem sido um pensamento tradicional que tais monumentos fossem apanágio dos ricos, mas estudos recentes têm indicado que seu custo teria sido bem menor do que se imaginou e que mesmo as classes mais baixas podiam encomendar alguma placa votiva, embora evidentemente haja diferenças de riqueza e sofisticação entre os enterramentos do povo e os das grandes famílias. Os museus de arqueologia clássica exibem grande quantidade de exemplares. São especialmente interessantes as do Classicismo Tardio, que mostram retratos dos falecidos junto com familiares em cenas por vezes de grande sensibilidade e poesia.

### Terracotas
A terracota era uma técnica dominada desde tempos imemoriais, mas sua aplicação se dava mais em potes, com usos esculturais limitados a objetos decorativos e pequenas estatuetas de consumo popular, figurando atores, animais e tipos do povo, muito comuns mas geralmente sem grande refinamento técnico e que repetiam toscamente os princípios formais da escultura de grandes dimensões. Peças maiores e mais refinadas eram raras, e teriam de esperar pelas escolas helenísticas florescentes a partir do final do século IV a.C., mas é de citar um exemplar de grande riqueza hoje no Museu do Louvre, oriundo da Ática, sugerindo práticas avançadas nesse terreno já durante o Classicismo. Elementos de terracota na decoração arquitetural tiveram grande uso nos períodos anteriores e posteriores, mas no Classicismo foi surpreendentemente raro. Um gênero que merece uma nota aqui é o das estatuetas de terracota com membros articulados. Este grupo parece ter desempenhado funções específicas. Foram encontradas em muitas tumbas, sugerindo uma associação com as divindades ctônicas. Também se especula que tenham servido como estátuas de culto doméstico, como oferenda aos deuses, e como proteção mágica contra forças maléficas. Muitas delas possuem orifícios na parte posterior da cabeça, indicando que podiam ser usadas suspensas, o que propiciava o movimento livre de seus membros. Já se pensou que fossem bonecas infantis, mas sua fragilidade, impedindo o manuseio repetido, não parece apoiar esta suposição. Quanto às estatuetas votivas, se observa grande interpenetração de estilos em especial no Classicismo Tardio, quando traços nitidamente arcaicos continuam aparecendo em quantidade, lado a lado com elementos estilísticos mais progressistas, acompanhando as convenções da estatuária de culto monumental.

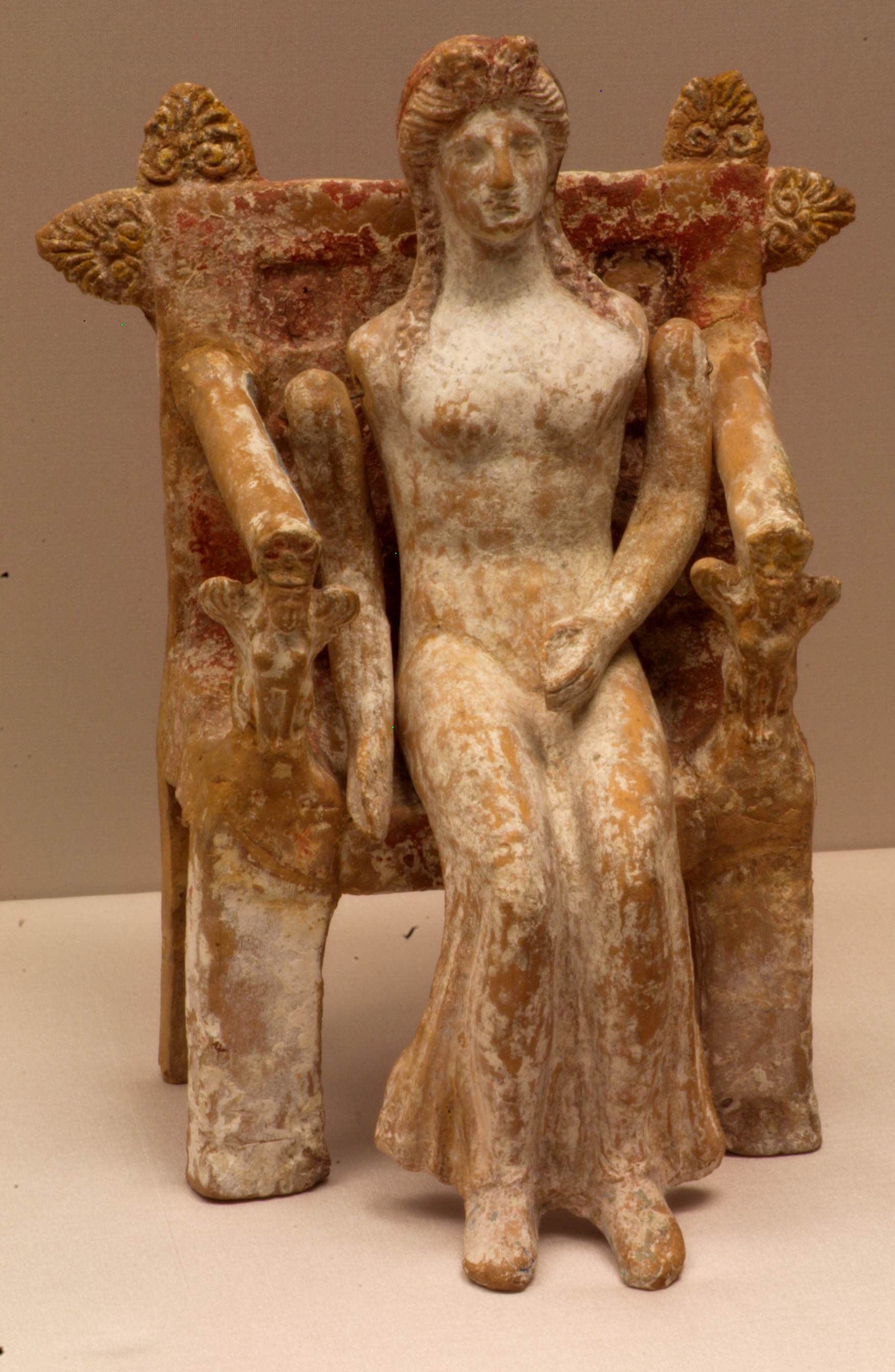
Estatueta de terracota com membros articulados, original. Coleções Estatais de Antiguidades
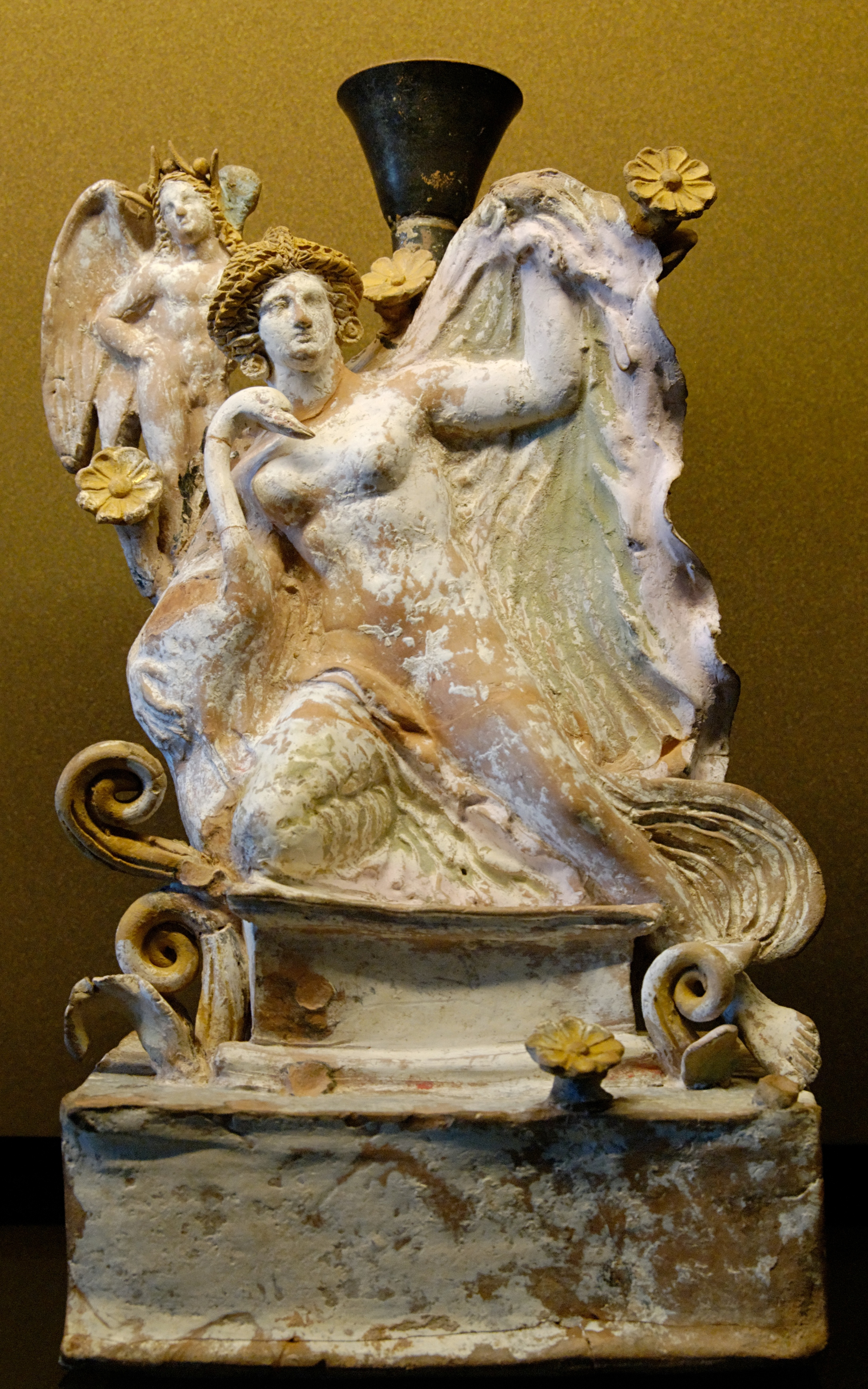
Leda e o cisne, Terracota policroma, original, escola Ática. Museu do Louvre
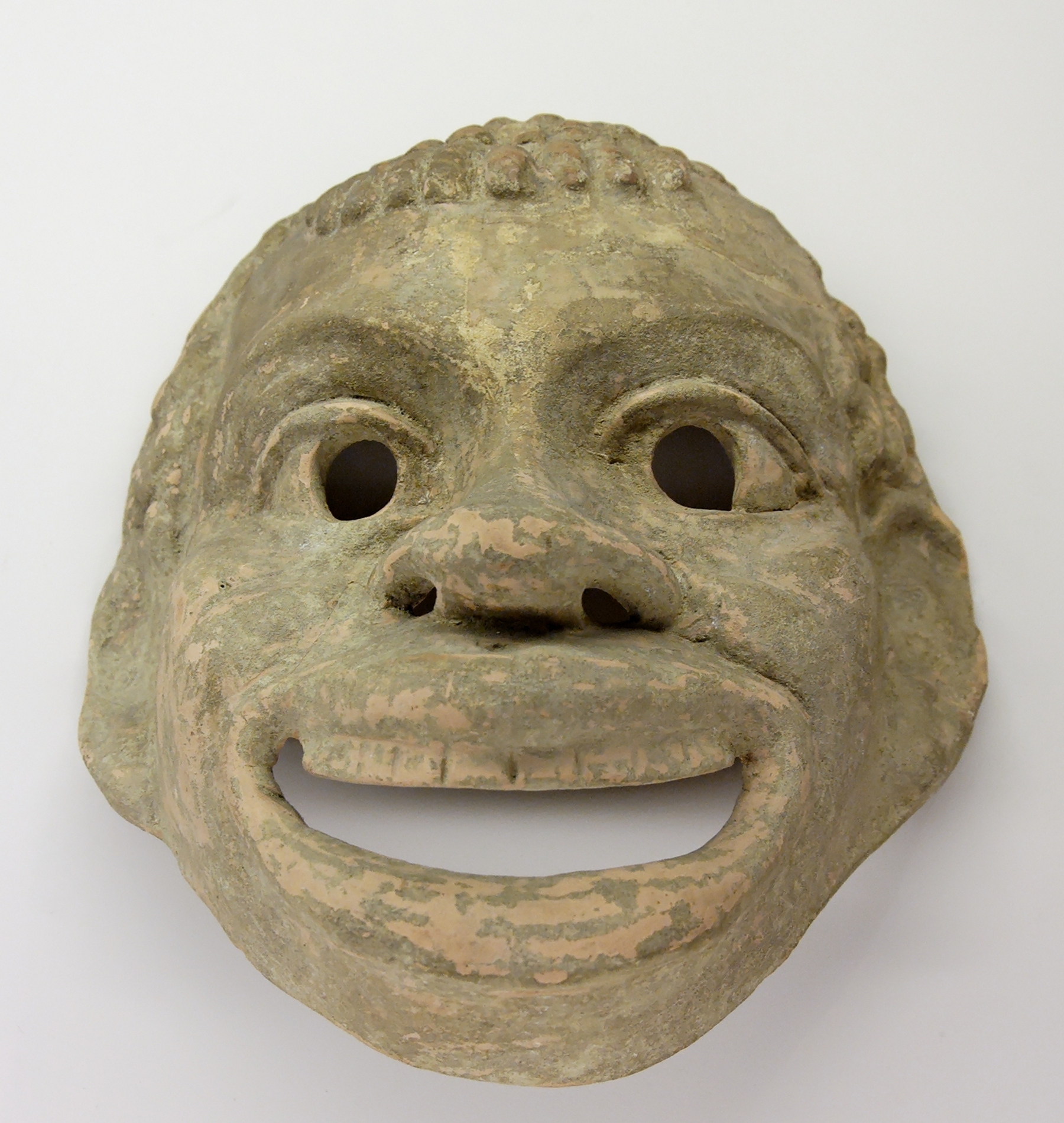
Modelo de máscara teatral em terracota, original. Museu Britânico
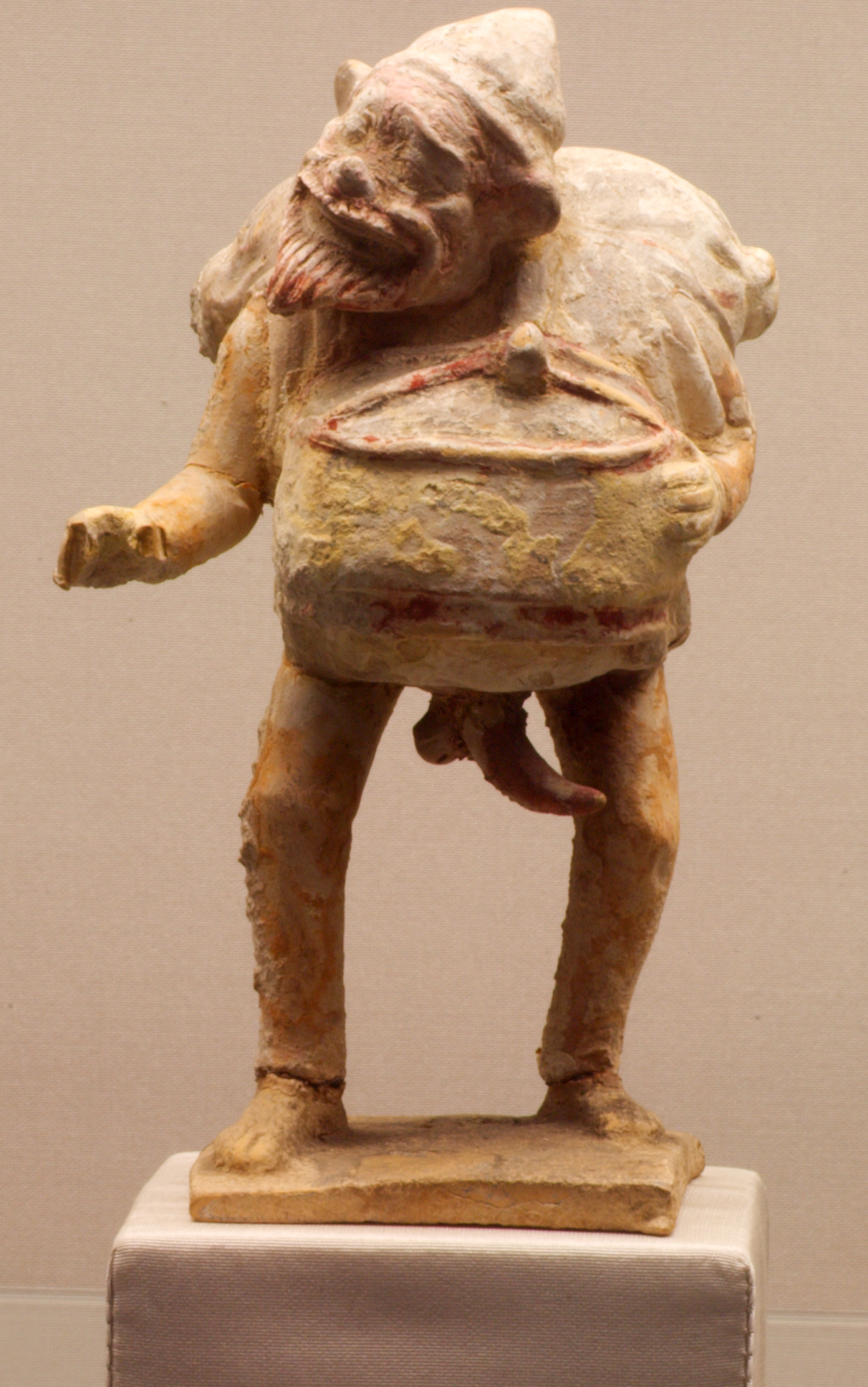
Estatueta priápica de ator, terracota, original. Staatliche Antikensammlungen

### Ourivesaria
Em acréscimo, pode-se falar da ourivesaria como uma técnica de escultura miniaturizada, onde houve significativa produção principalmente nas colônias da Magna Grécia, Chipre e do sul do Mar Negro, sendo raros os achados na Grécia continental. A maior parte da ourivesaria dessa fase está relacionada a contextos religiosos, decorando estátuas de culto ou sendo ofertas votivas, ou celebratórios, como no caso das coroas de ouro usadas na apoteose de políticos, mas o uso de joias pessoais não era incomum. Sua qualidade, ainda que elevada, mostra ser menor do que a joalheria do período Arcaico. Os motivos representados são em geral abstratos, animais e vegetais, e a popularização de formas humanas acontece no final do período Clássico, junto com o aparecimento dos primeiros camafeus.

### Cópias e Cor

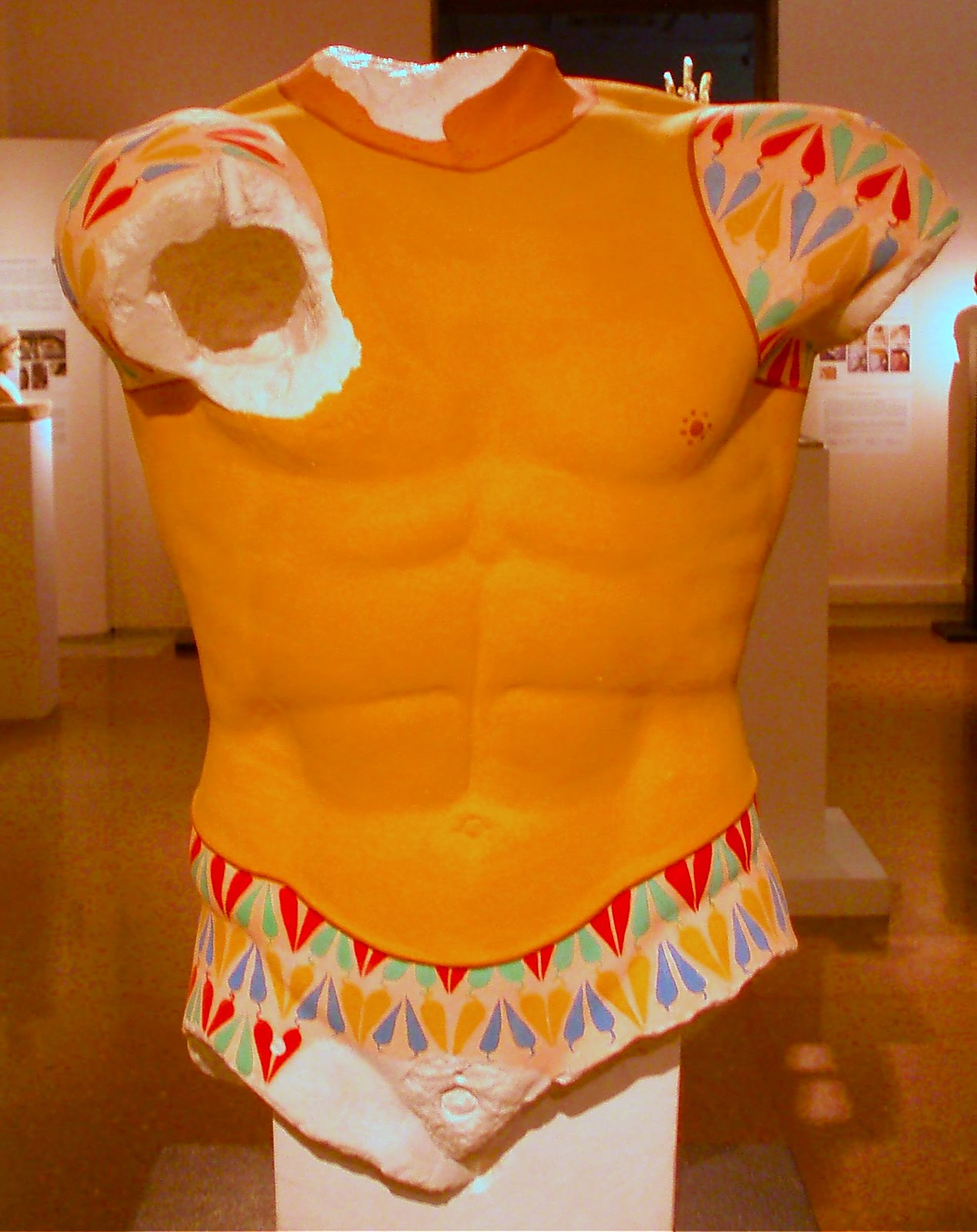
Cópia de torso clássico com tentativa de reconstituição da policromia original. Exposição Bunte Götter

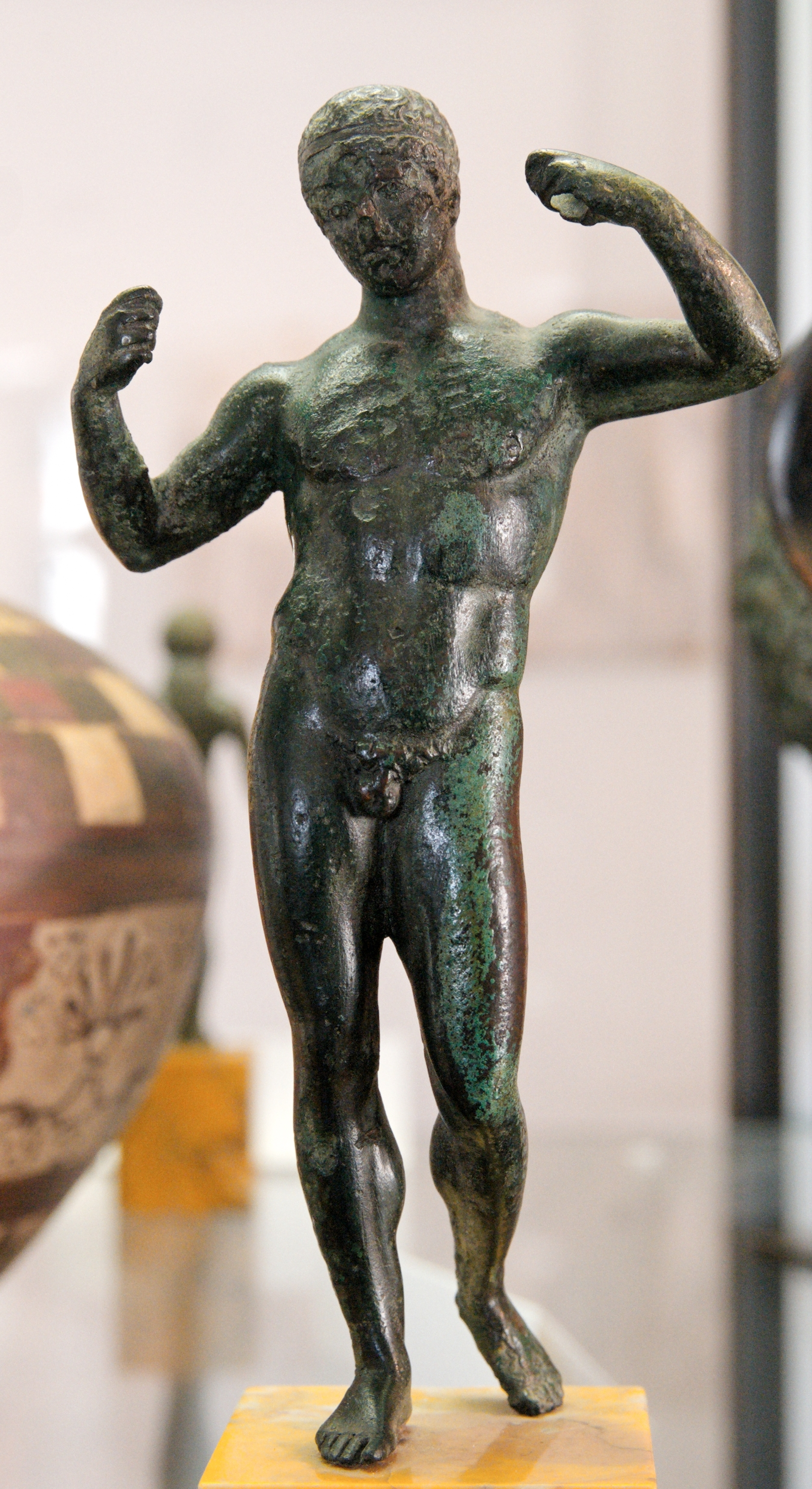
Cópia reduzida em bronze do Diadúmeno, de Policleto. Museu do Louvre

Para finalizar, sempre que falamos de estatuária grega antiga é preciso alertar o leitor de que o que vemos hoje nos museus são relíquias desfiguradas. Primeiro porque boa parte da estatuária de referência, as obras modelares monumentais, ou estão reduzidas a pedaços ou só são conhecidas através de cópias romanas. Em muitas delas a qualidade técnica do acabamento deixa a desejar, e não sabemos exatamente que grau de fidelidade mantiveram em relação à forma de seus modelos, embora se presuma que em linhas gerais temos testemunhos fidedignos. Mas mais importante do que isso para seu efeito final e a leitura da obra é sua superfície atualmente desprovida de cor. A prática corrente dos gregos antigos era cobrir suas estátuas e relevos arquiteturais com pintura, seja em parte seja na totalidade, buscando uma semelhança ainda mais marcante do que sua simples forma e estrutura poderiam conseguir. Durante séculos se julgou que suas obras apareciam para eles como aparecem hoje para nós, mas a verdade é que elas eram ricamente coloridas, causando um efeito que hoje, pela falta de costume e de conhecimento, julgaríamos no mínimo estranho. Entretanto, os estudos sugerem que no Classicismo o uso da cor na escultura era mais discreto do que em períodos anteriores. Recentemente pesquisadores têm tentado reconstruir a policromia das estátuas em cópias especialmente fabricadas para isso, e seus resultados são fascinantes e surpreendentes.
Por outro lado, de grande valor para a reconstituição do panorama da escultura grega são as cópias em miniatura, que eram extremamente populares e replicavam em ponto menor praticamente todos os modelos formais e todas as obras importantes da estatuária monumental, uma prática que não se limitou ao período Clássico. Curiosamente, alguns temas de grande sucesso que foram copiados várias vezes em seu tamanho original não se encontram em miniaturas, como é o caso do Doríforo de Policleto. Talvez a ausência de achados seja simples coincidência, mas pode ser que obras como essa estivessem tão carregadas de significado que sua redução teria parecido inadequada. Os materiais usados para miniaturização eram o bronze, o mármore, o marfim e eventualmente outras pedras. A terracota, apesar de sua versatilidade, não parece ter sido considerada um material digno para a reprodução de obras célebres, pelo menos não durante o Classicismo.

## Legado e perspectivas
Dizer que a arte clássica exerceu vasta influência ao longo de toda história do Ocidente já é um lugar-comum, esse conhecimento é dado de forma genérica nas escolas e é um consenso também entre os especialistas, e o legado escultórico dos clássicos permanece interessando multidões até hoje. Assim, sua importância está além de qualquer dúvida, e sua própria denominação — "clássica" — indica o prestígio incomparável que adquiriu, pois na linguagem corrente "clássico" é aquilo que estabelece uma medida pela qual outras coisas daquele gênero são avaliadas.
A escultura clássica foi em sua origem uma das alavancas para o nascimento da Estética como ramo autônomo da Filosofia. Ao longo da história seus modelos formais foram usados para propósitos os mais variados, alguns de elevada inspiração humanista, mas às vezes opostos a isso, celebrando regimes totalitários e personalismos de várias espécies, como aconteceu durante o Nazismo e o Fascismo. Na apreciação moderna a ideologia subjacente à escultura do Classicismo grego não permanece isenta de críticas, alegando-se glorificar um estilo de vida e um povo em detrimento dos demais, e o coletivo em detrimento do indivíduo, suprimindo questionamentos da ordem instituída sob um manto artificial de homogeneidade e consenso. A execução de Sócrates, acusado de impiedade e corrupção de jovens, pela mesma sociedade que cultivou o Classicismo, alerta para a perversão e má interpretação que podem sofrer os propósitos positivos de melhoramento e educação da coletividade para uma cidadania mais plena, uma vida mais pura e harmoniosa e uma ética mais avançada, princípios que a escultura clássica ilustrou tão bem, e que até hoje estão entre os objetivos mais básicos de qualquer sistema de educação que mereça respeito. Por outro lado, as críticas apontam para facetas de uma realidade social complexa e contraditória que deliberadamente foram varridas para longe das vistas na arte daquele período.

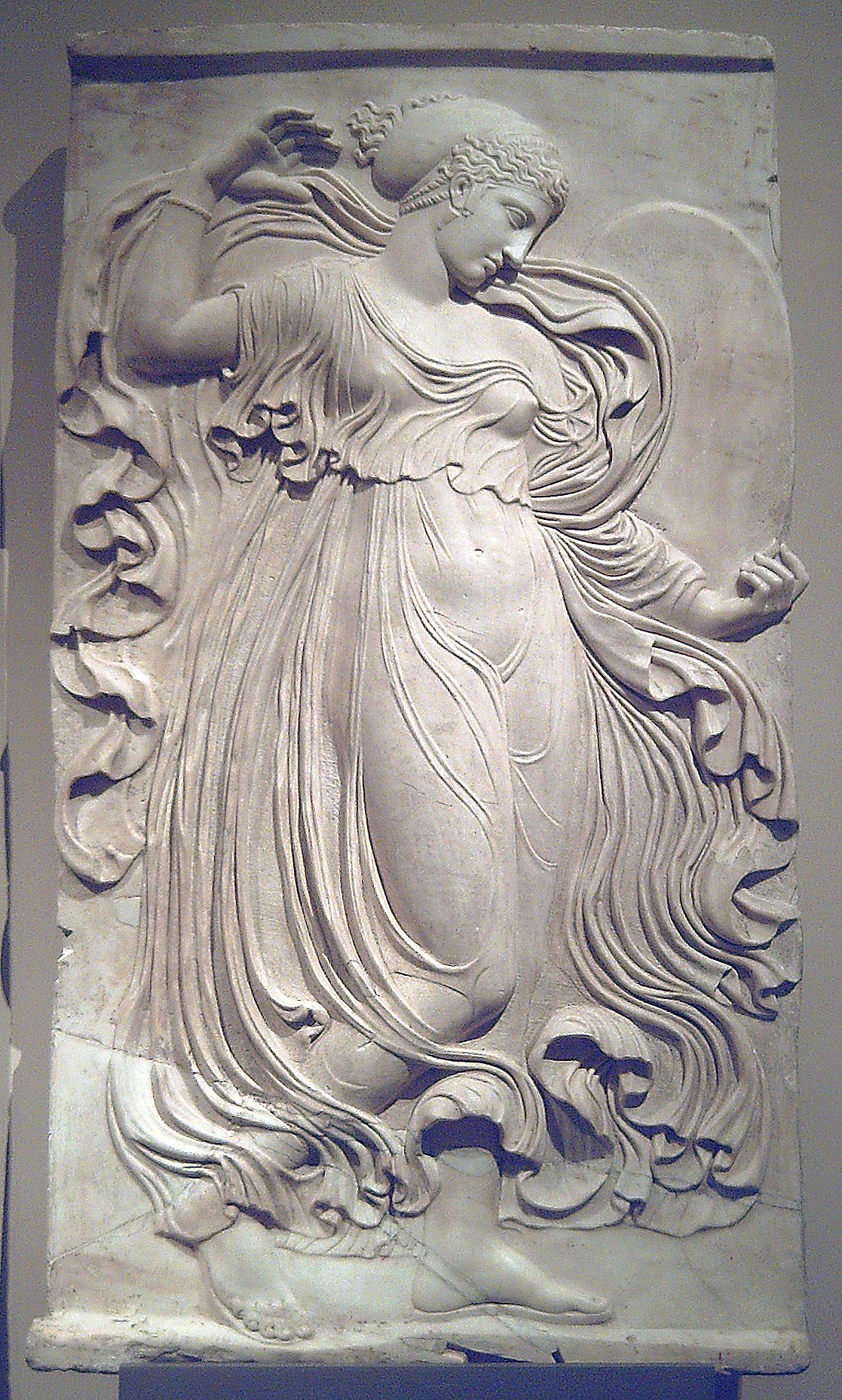
Calímaco: Mênade, cópia romana. Museu do Prado

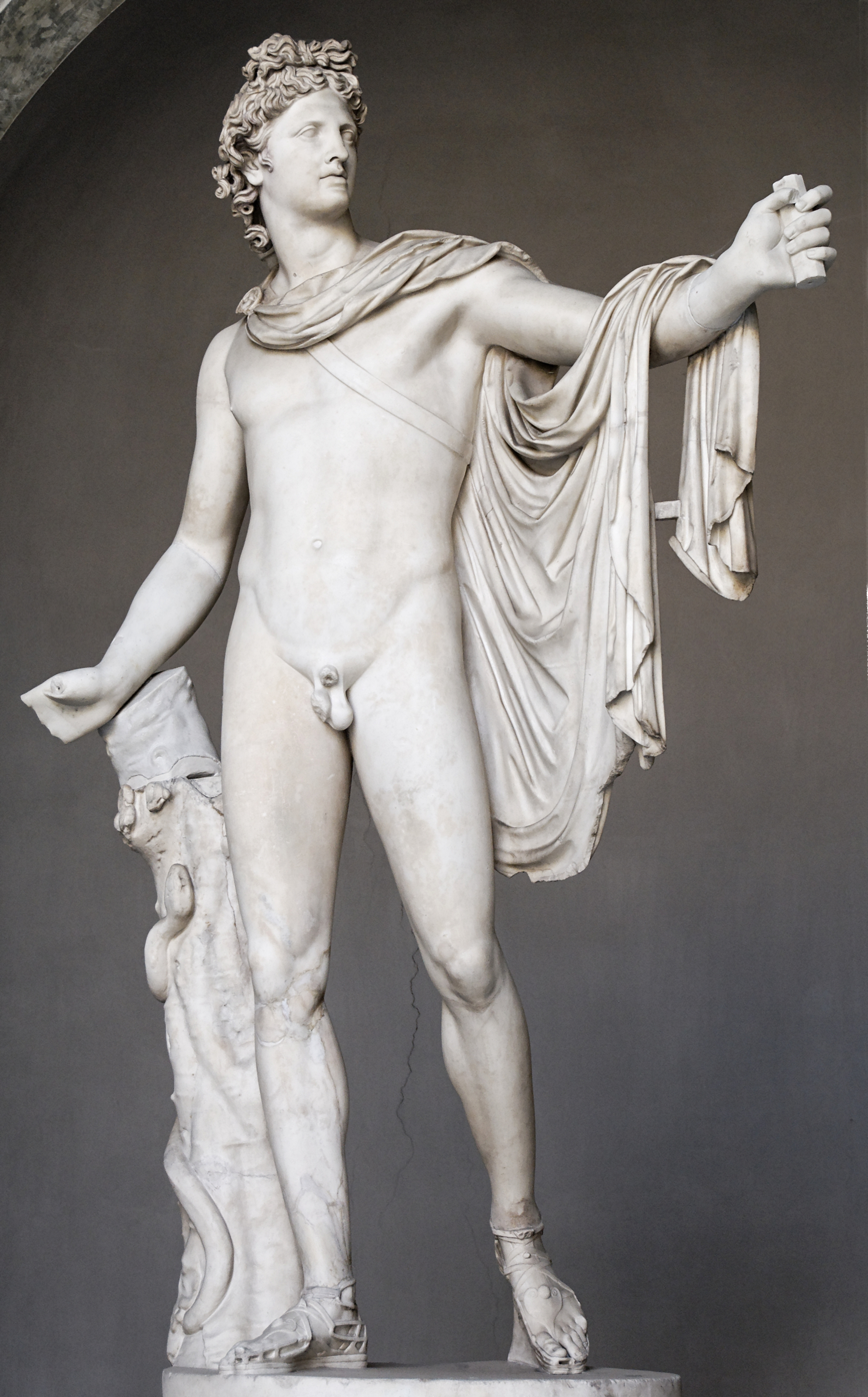
Leocarés: Apolo Belvedere, cópia romana. Museus Vaticanos

O Classicismo iniciou sua difusão pelo mundo através das colônias gregas espalhadas em toda orla do Mediterrâneo e do Mar Negro. Alexandre, o Grande o levou mais além, chegando à Índia. Nessas regiões os princípios da escultura grega foram apresentados às populações locais e, mesclando-se às suas tradições, deram origem a interpretações estilísticas que reproduziam com maior ou menor sucesso a estética metropolitana. A esta síntese eclética e cosmopolita se deu o nome de Helenismo. A Roma Antiga, por sua vez, foi outra ávida receptora da cultura grega clássica. Seus escultores se orgulhavam de trabalhar sob a inspiração grega, e multiplicando cópias de originais gregos que mais tarde se perderam foram os transmissores para a posteridade de parte significativa da cultura que imitaram. Do legado transmitido pelos romanos o Cristianismo primitivo tirou os modelos para iniciar sua própria arte, mas depois do século VI sua política mudou. Até esta época ainda sobrevivia imensa quantidade de escultura em templos e monumentos antigos, mas a partir de então a sua onipresente nudez começou a ser sentida como uma ofensa à moralidade cristã, além de serem condenadas como ídolos diabólicos e más lembranças do paganismo. Perdendo seu antigo valor, as obras antigas passaram a ser destruídas em massa. Por outro lado, durante o Renascimento a cultura clássica caiu novamente no agrado das elites e foi o fulcro de uma recuperação da dignidade do corpo e do prazer puramente estético. O próprio Cristianismo, depois de proscrever por séculos a herança escultórica pagã, a recupera, transformando-a e adaptando-a para servi-lo e louvar os heróis da nova ordem: os santos e mártires da fé. A concepção renascentista de arte reproduz em larga medida a ideia formulada pelos filósofos clássicos. O prestígio que a estatuária clássica conheceu nesse período chegou às raias da paixão, como se percebe neste trecho de Giovanni Pietro Bellori:
"Os pintores e escultores, escolhendo entre as belezas mais elegantes do mundo natural, aperfeiçoam a Ideia, e seus trabalhos superam e permanecem acima da Natureza - o que é o escopo último dessas artes. [...] Esta é a origem da veneração e assombro que temos para com os homens a respeito de estátuas e pinturas, e disso deriva a recompensa e a honra dos Artistas; esta foi a glória de Timantes, Apeles, Fídias e Lísipo, e de tantos outros renomados pela fama, todos os que, se elevando acima das formas humanas, conseguiram com suas Ideias e obras uma perfeição admirável. Esta Ideia pode ser, então, chamada de a perfeição da Natureza, o milagre da arte, a clarividência do intelecto, o exemplo da mente, a luz da imaginação, o sol nascente, que do leste inspira a estátua de Menon, e inflama o monumento de Prometeu".
Para os românticos, especialmente na Alemanha, a Grécia continuou sendo vista como um modelo de vida e cultura. Nietzsche exclamou: "Oh, os gregos! Eles sabiam como viver!". Outros eruditos, na mesma linha, desprezando o filtro romano, passaram a cultivar os ideais do Classicismo grego em uma extensão tal que se criou uma verdadeira grecomania, influindo em todas as humanidades e formas artísticas. No Neoclassicismo o humanismo clássico foi um impulso significativo para a consolidação de conceitos democráticos e republicanos. Na apreciação de Winckelmann, um dos mentores do movimento, parecia que apenas os gregos haviam conseguido produzir Beleza, e para ele e seus companheiros o Apolo Belvedere era a mais perfeita realização da escultura de todos os tempos. A Winckelmann também se deve a distinção entre Alto e Baixo Classicismo, qualificando o primeiro como "grandioso e austero", e o segundo como "belo e fluente". Enquanto isso, o Classicismo atravessava o Atlântico e inspirava a formação do Estado norteamericano e sua escola de escultura.
No início do século XX os estudos acadêmicos se multiplicavam e se refinavam em níveis inéditos com o desenvolvimento de novos métodos de pesquisa arqueológica e o aperfeiçoamento do aparato teórico e instrumental. Ao mesmo tempo, de certa forma oficializando o intenso amor pelos clássicos que desde o século XVIII era cultivado pela intelectualidade germânica, o Classicismo era cooptado pelos nazistas, que viram em seus modelos formais a imagem glorificada da raça ariana e, em seus valores, a base para a formação de uma sociedade pura, uma raça sã e um Estado forte, instituindo-o como um padrão de referência para a arte patrocinada pelo Estado e usando-o para justificar a erradicação das raças e culturas julgadas "degeneradas", como os judeus e a arte modernista. Mussolini tentou propor um modelo semelhante para a Itália fascista, mas não chegou a ter grande repercussão prática.
O modelo educativo clássico começou a perder vigor sob o impacto da revolução modernista, e a capacidade da escultura clássica de inspirar os novos artistas precipitou-se em declínio fulminante, embora nunca tenha desaparecido de todo. Essa recuperação foi muito estimulada pelos pós-modernistas, para quem não valia a pena destruir a tradição, como o Modernismo havia proposto, pois isso equivalia a uma perda de memória e de passado, equivalia à criação de um vazio inútil. Assim, melhor seria apropriar-se dela e atualizá-la através da crítica consciente, surgindo na forma de citações, alegorias, releituras e paráfrases, que oferecem uma visão retrospectiva e um comentário sobre a antiga tradição.

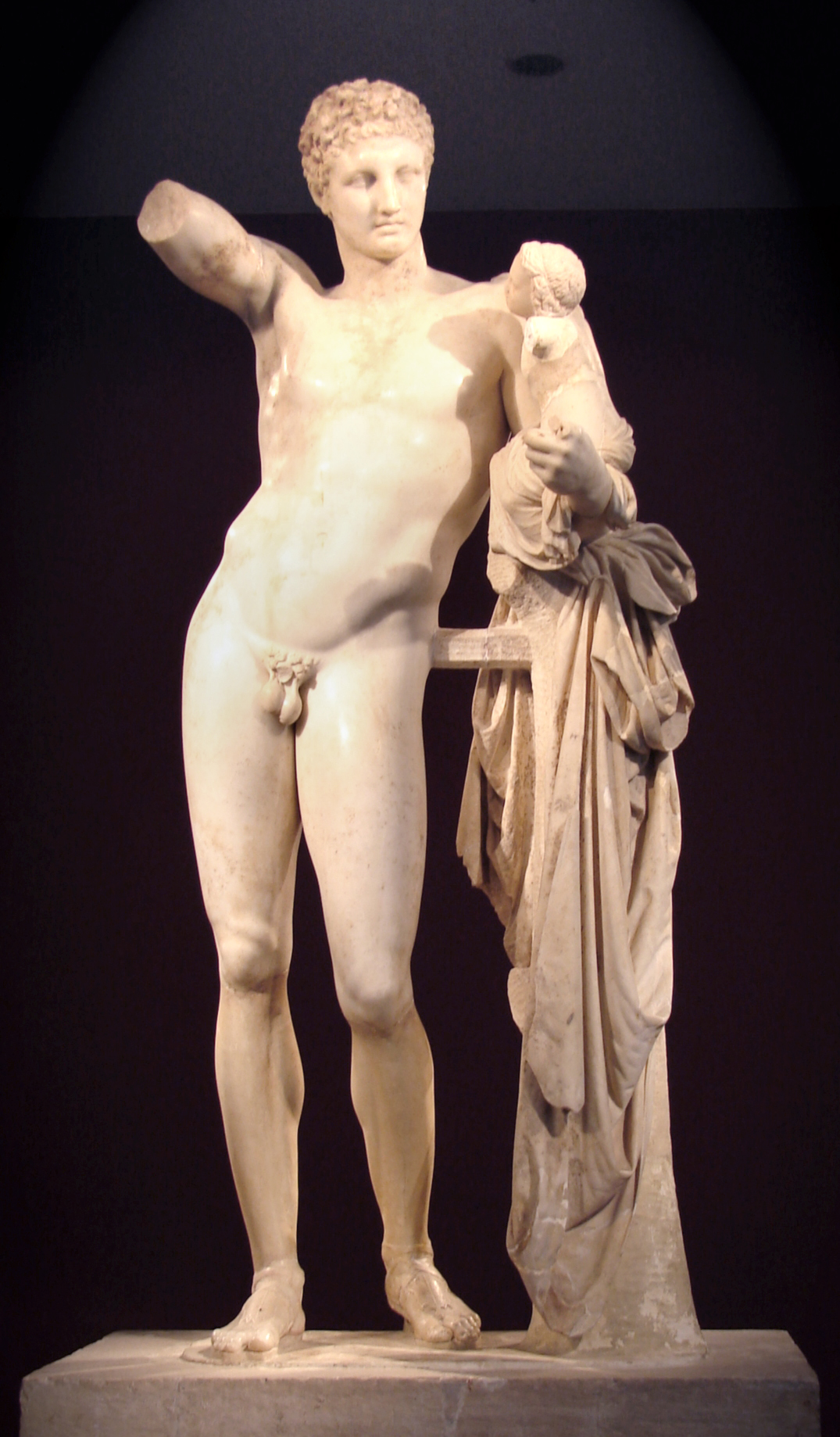
Praxíteles: Hermes com o infante Dionísio, possivelmente original. Museu Arqueológico de Olímpia

Hoje os padrões formais da escultura clássica grega, seu humanismo e a sua ênfase no nu encontraram um novo modo de impressionar a sociedade, influenciando a concepção de Beleza e as práticas relativas ao corpo, ressuscitando um cultivo do físico que nasceu com os gregos e influencia vários costumes ligados à sexualidade e o conceito de corpo na cultura de massa. Pesquisas recentes mostram que pessoas cujos corpos se aproximam do cânone de Policleto são atualmente escolhas preferenciais na busca por parceiros, apesar de apenas uma reduzida parte da humanidade na prática se encaixar nesse padrão. Embora obviamente os gregos não sejam responsáveis pela evolução do tipo físico da raça humana, para um ser cultural e mental como o homem os aspectos puramente biológicos não são determinantes absolutos, e é possível que a herança clássica, arraigada seja no inconsciente coletivo dos ocidentais seja em sua consciência ativa, esteja a influenciar modernamente uma seleção "natural" em direção a um modelo corporal estabelecido pelos escultores clássicos, mas as causas porque isso esteja acontecendo agora não são claras.
Ao mesmo tempo, começa a se fortalecer entre a crítica de arte uma tendência na direção de abater o prestígio praticamente unânime que o Modernismo conquistou e manteve por quase um século, e seus valores individualistas, herméticos, irracionais, abstratizantes, anti-históricos e informais começam a ser questionados. Neste sentido, o modelo clássico pode ter um novo atrativo para os artistas e a sociedade num contexto de atualização da paideia, resgatando-se uma linha de trabalho inspirada no humanismo clássico, voltada para o bem comum e a educação ética e integral do público para o qual suas obras se dirigem, num momento histórico em que a ênfase na tecnologia, junto com o consumismo, a excessiva especialização dos ofícios, a selvagem vida urbana, os problemas ecológicos, a superficialidade da cultura de massa e a perda de referências morais fortes, se tornam aspectos ameaçadores para o bem estar e a própria sobrevivência da raça humana. A esse respeito, não deixa de ser intrigante o fato de que a escultura clássica seja hoje em dia mais largamente apreciada e estudada do que em qualquer outro período histórico, mas se reflita tão pouco na arte produzida agora. Paralelamente, o turismo cultural para museus e sítios arqueológicos tem sido visto como uma força positiva para a divulgação da cultura e da arte clássica para o grande público, embora possa sofrer manipulação política e degradação mercantilista e dar força a visões simplistas, pasteurizadas e acríticas sobre o passado.
De qualquer forma, a presença da escultura clássica ainda é marcante na cultura ocidental, e com a ampla penetração ocidental em todo o mundo, tornou-se conhecida e apreciada globalmente. Até mesmo as objeções contra seu alegado elitismo e dogmatismo estético e ideológico que recebeu contribuem para confirmar que ainda é uma força ativa no cenário cultural contemporâneo. Pelo menos no que diz respeito ao Ocidente, o apelo que o modelo clássico tem mantido ao longo sua história e ainda hoje atesta sua persistente capacidade de estimular o imaginário popular e ser incorporado a uma variedade de ideologias culturais, éticas, sociais e políticas.

### A herança clássica na história da escultura

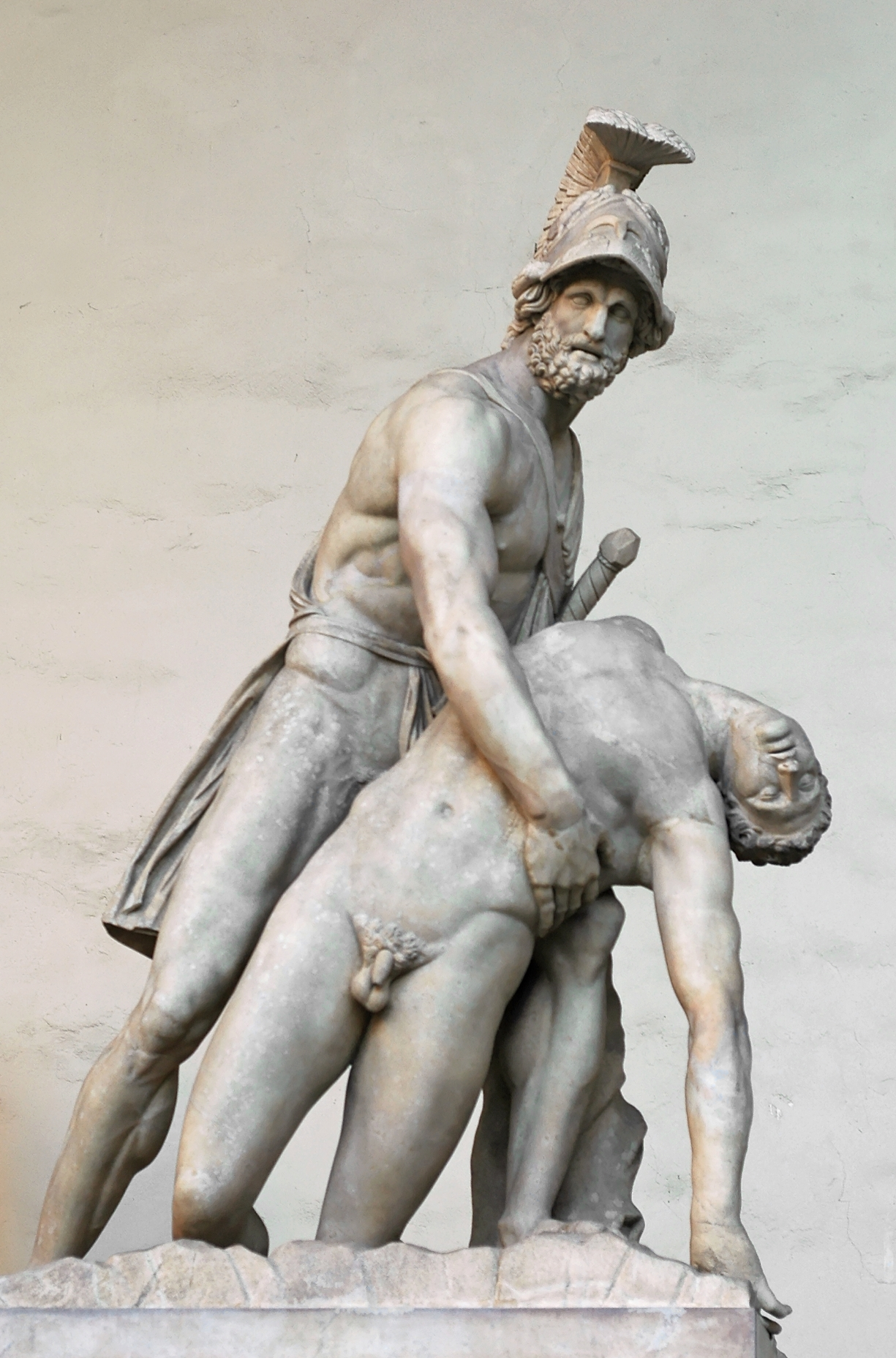
Autor desconhecido: Grupo Pasquino, século III a.C., helenista, cópia romana.
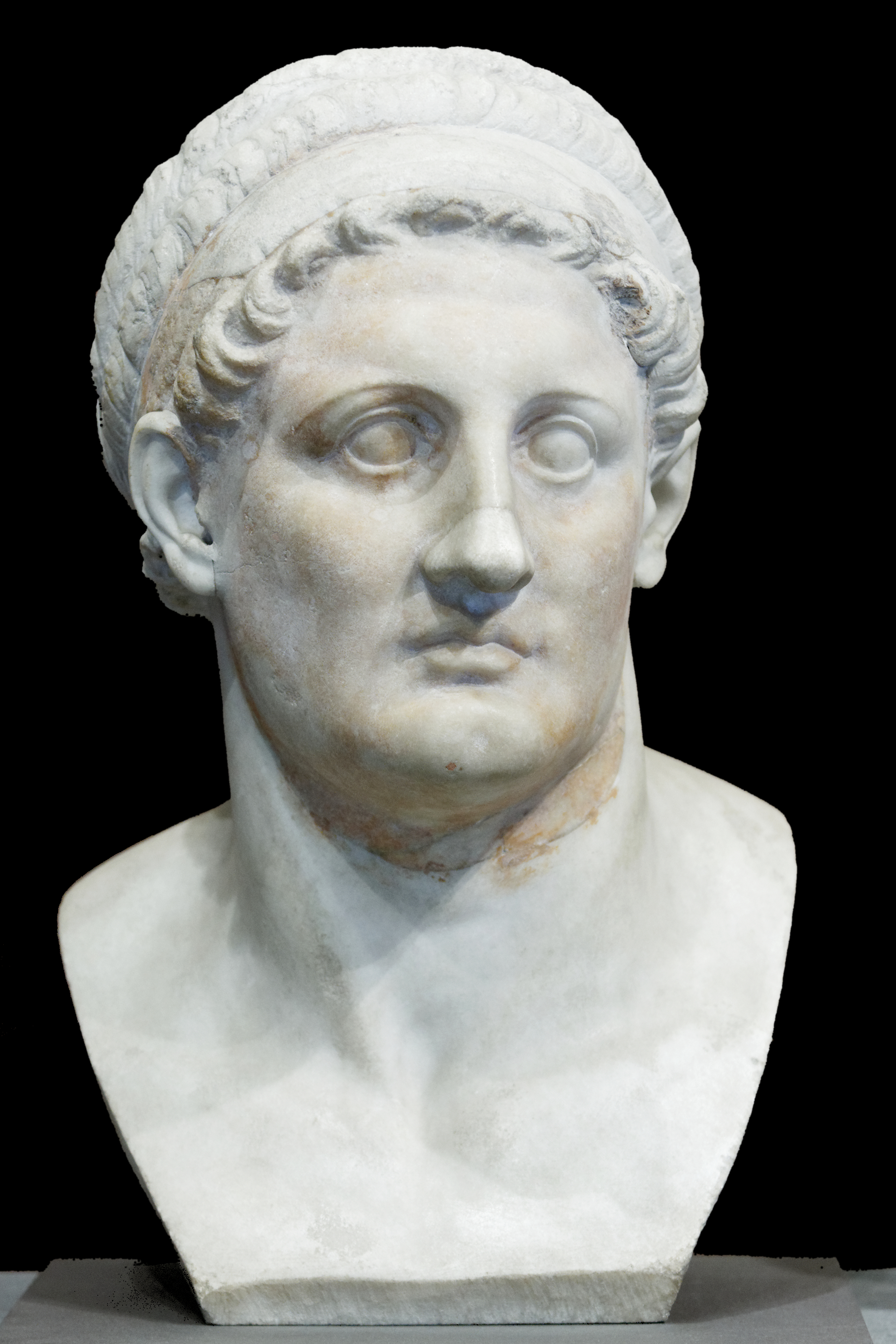
Busto de Ptolomeu I Sóter, século III a.C., Egito helenista, original
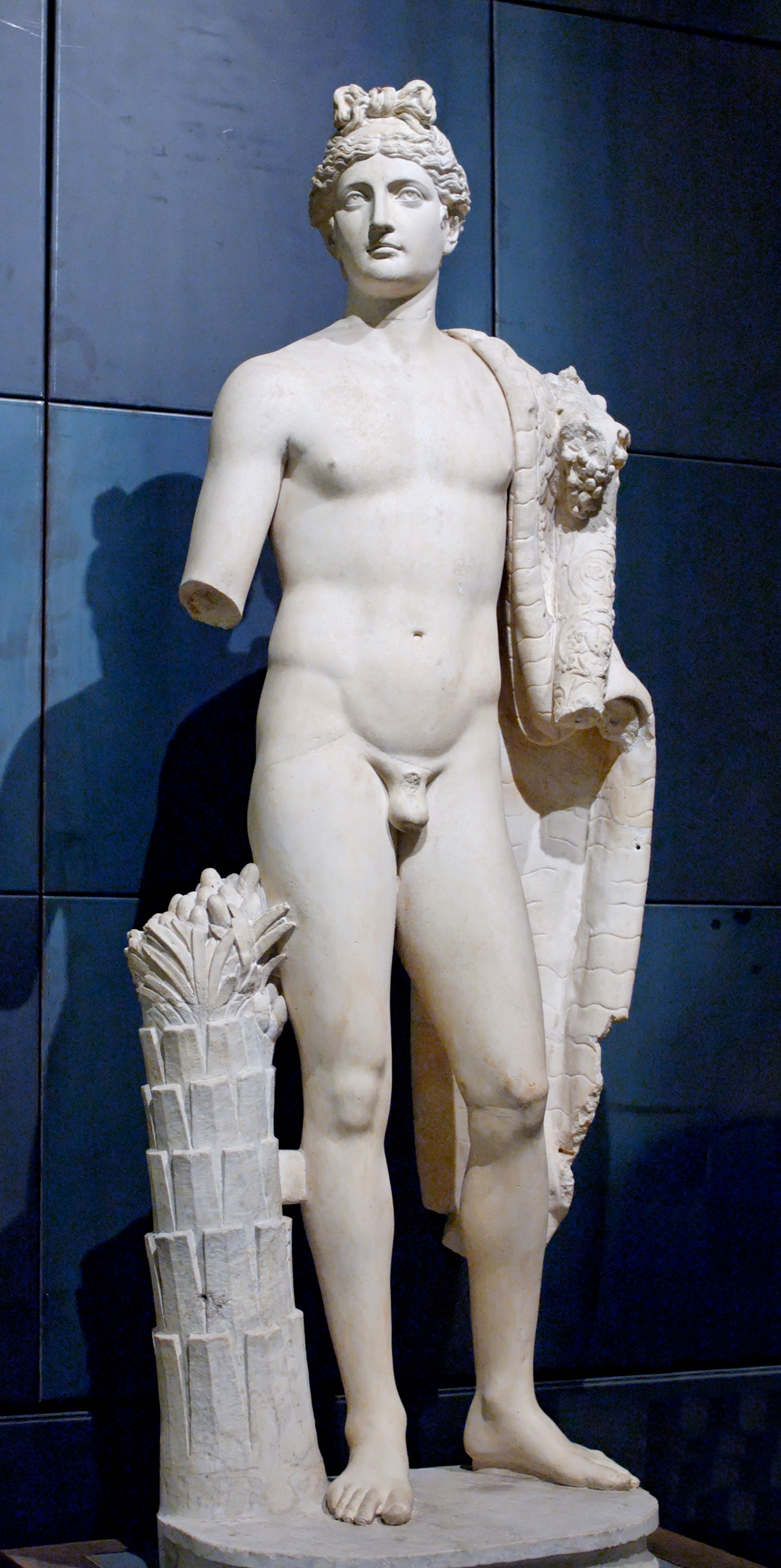
Autor desconhecido: O gênio do imperador Domiciano, século I-II d.C., romano, original
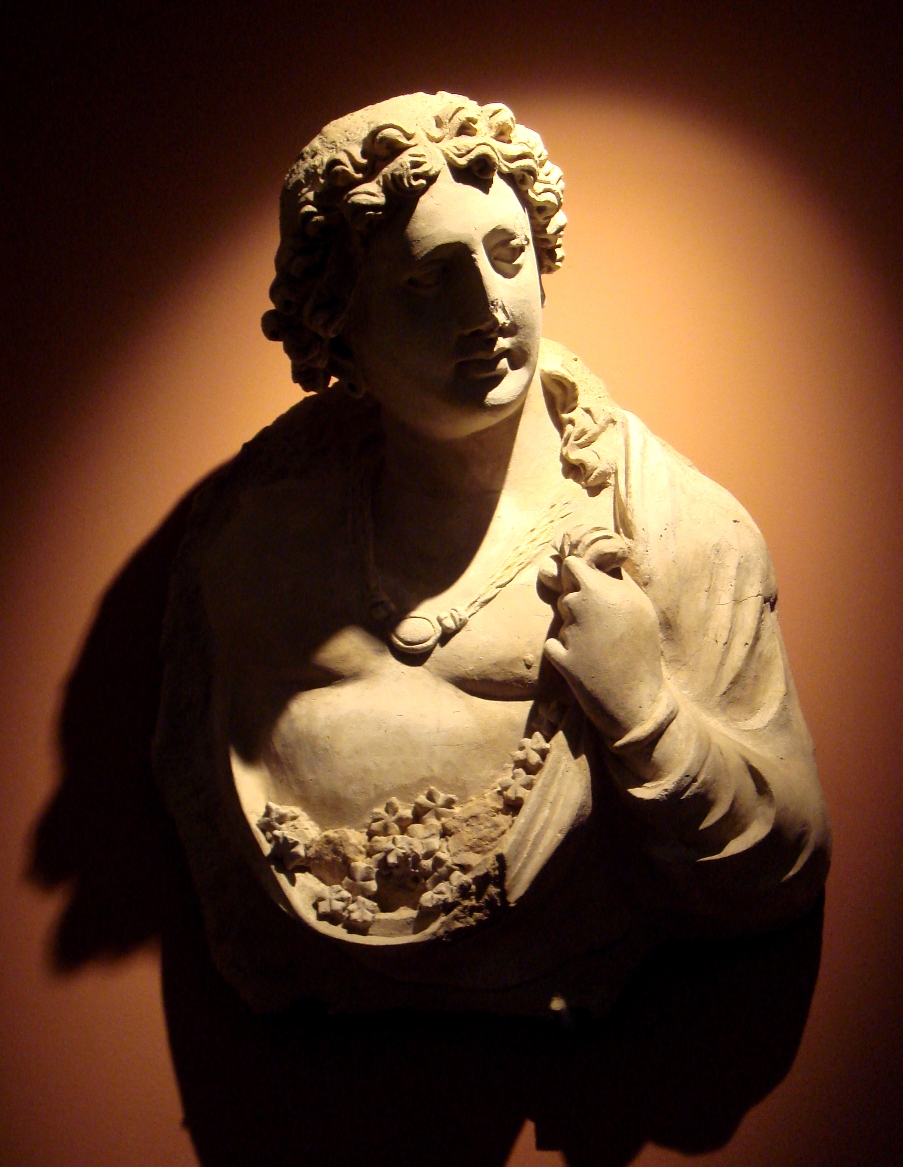
Autor desconhecido: O gênio Hada, século II d.C., cultura Gandara, original.

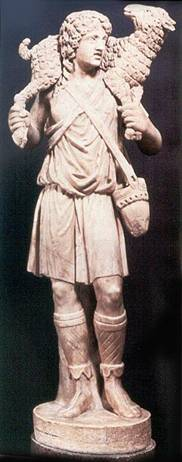
Autor desconhecido: O Bom Pastor, século IV, paleocristão, original
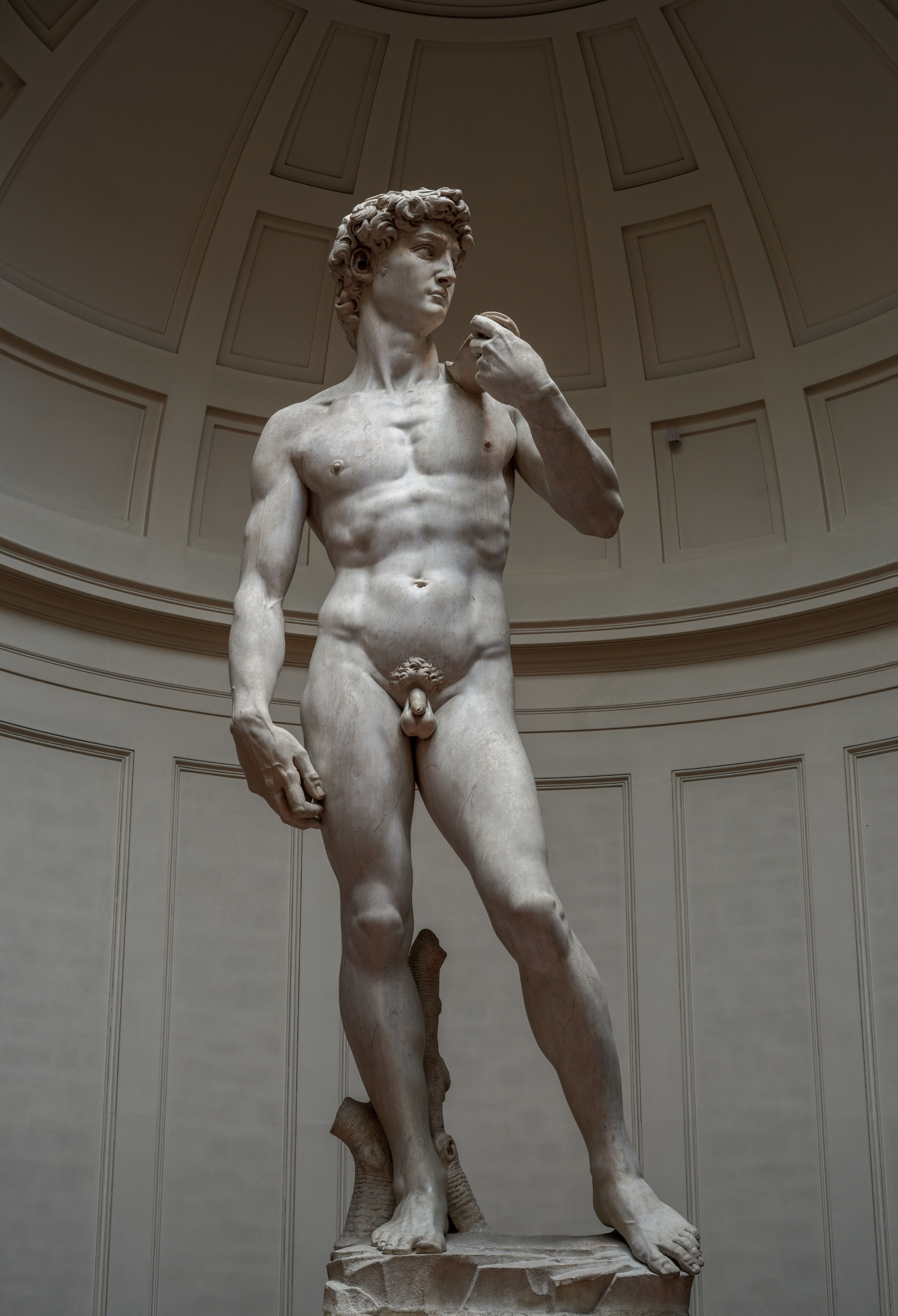
Michelangelo: David, 1504, renascentista
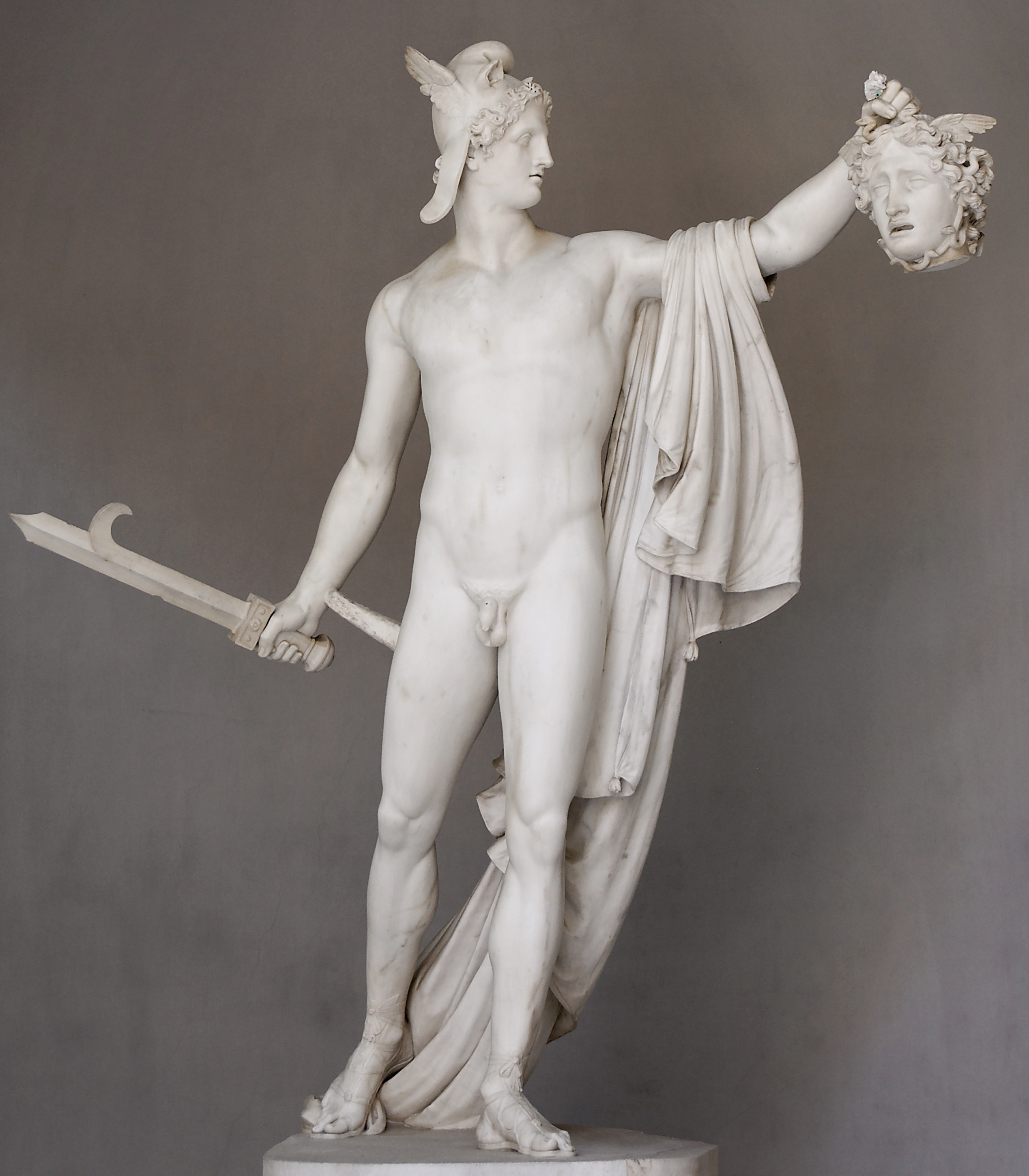
Canova: Perseu, c. 1800, neoclássico
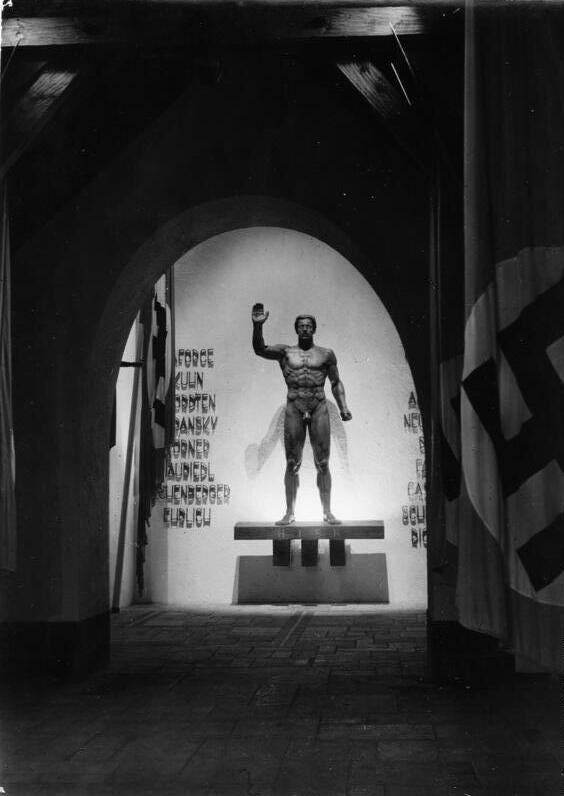
Autor desconhecido: O Homem Alemão, 1934, arte nazista